# Empire britannique
1603–1997
(394 ans)
Entités précédentes :
- Empire colonial anglais
- Possessions écossaises
- Premier empire colonial français
- Empire moghol
- Égypte
- Afrique orientale allemande
- Empire ottoman
- Colonie du Cap

Entités suivantes :
- Royaume-Uni
- États-Unis (1776)
- Canada (1867)
- Australie (1901)
- Nouvelle-Zélande (1907)
- Terre-Neuve (1907)
- Union d'Afrique du Sud (1910)
- Royaume d'Égypte (1922)
- État libre d'Irlande (1922)
- Inde (1947)
- Pakistan (1947)
- Israël (1948)
- Soudan (1956)
- Ghana (1957)
- Irak (1958)
- Somalie (1960) (Somalie britannique)
- Nigeria (1960)
- Kenya (1963)
- Seychelles (1976)
- Vanuatu (1980)

L'Empire britannique (en anglais : British Empire), ou empire colonial britannique, est l'ensemble des territoires qui, sous des statuts divers (colonies, protectorats, dominions, mandats, tutelles) ont été gouvernés ou administrés du début du XVIIe à la fin du XXe siècle par l'Angleterre, puis le Royaume-Uni (créé en 1707).
À son apogée, en 1922, il s'agit de la première puissance mondiale avec un quart de la population mondiale, environ quatre cents millions d'habitants et une superficie de 33,7 millions de km2 (environ 22 % des terres émergées),. Il s'agit aussi du plus grand empire jamais créé au cours de l'histoire humaine. Son héritage dans les domaines politique, juridique, linguistique et culturel est immense.
Il a son origine dans les comptoirs commerciaux, puis les colonies fondés par l'Angleterre à partir de la fin du XVIe siècle. Dès l'époque des grandes découvertes (XVe et XVIe siècles), le Portugal et l'Espagne fondent de vastes empires. L'Angleterre, la France et les Provinces-Unies commencent un peu plus tard à établir des colonies et comptoirs commerciaux en Amérique et en Asie. L'Empire britannique s'établit notamment en Amérique du Nord, dans les Treize Colonies, alors que la France y contrôle le Canada et la Louisiane. Comme les autres empires coloniaux européens, l'Empire britannique pratique l'esclavage, cause de la déportation de près de 3,5 millions d'Africains vers l'Amérique anglaise dans le cadre du commerce triangulaire.
En 1763, à la suite de la guerre de Sept Ans, les Anglais s'emparent du Canada et évincent les Français de l'Inde, qui devient ensuite la principale colonie britannique. Mais en 1783, ils perdent les Treize colonies, soutenues par la France, qui deviennent les États-Unis (toujours esclavagistes) en 1787. Le Royaume-Uni interdit la traite des Noirs en 1808, pour ses ressortissants comme pour ceux des autres pays, et abolit l'esclavage dans l'Empire en 1833.
À la suite de la défaite de la France de Napoléon en 1814-1815, la Grande-Bretagne devient la première puissance mondiale et, au cours du XIXe siècle, étend ses possessions dans le monde entier, principalement en Afrique, en Asie et dans le Pacifique, concurrencée cependant par la France qui crée un nouvel empire colonial en Afrique et en Indochine. La Grande-Bretagne accorde des degrés divers d'autonomie aux colons d'origine européenne dans certaines colonies (Australie, Nouvelle-Zélande, Afrique du Sud) : c'est le système des dominions, caractérisé par le self-governement.
La montée en puissance économique de l'Allemagne et des États-Unis à la fin du XIXe siècle remet en cause la domination britannique sur le monde. Les tensions entre la Grande-Bretagne et l'Allemagne sont une des causes de la Première Guerre mondiale, au cours de laquelle le Royaume-Uni fait largement appel à son empire. Bien que vainqueur, le Royaume-Uni sort affaibli du conflit, de même que la France. Dans l'entre-deux-guerres, leurs empires coloniaux commencent à être ébranlés par des mouvements indépendantistes dont certains sont très puissants (le Parti du Congrès en Inde, notamment, avec Gandhi et Nehru).
Au cours de la Seconde Guerre mondiale, l'armée coloniale anglaise d'Asie du Sud-Est est vaincue par celle du Japon, qui occupe plusieurs colonies, ce qui affaiblit encore le prestige britannique. Dans un discours à l'université de Zurich du 19 septembre 1946, Winston Churchill prône la formation d'« un genre d'« États-Unis d'Europe » », mais sans le Royaume-Uni[pas clair].
Dès 1947, le gouvernement travailliste au pouvoir depuis 1945 à Londres accorde l'indépendance à l'Inde britannique, qui se divise entre deux États, l'Inde et le Pakistan. Les autres colonies deviennent indépendantes au cours des décennies suivantes. Le terme du processus de décolonisation pour le Royaume-Uni est la rétrocession de Hong Kong à la Chine en 1997, date prévue par le traité sino-britannique à l'origine de cette colonie.
À l'heure actuelle, quatorze territoires restent sous souveraineté britannique. La plupart des anciennes colonies font partie du Commonwealth, association libre d'États souverains. Quinze de ces États (Canada, Australie, etc.) conservent le monarque britannique comme chef d'État en tant que royaumes du Commonwealth. Une exception notable : le dominion d'Afrique du Sud, qui afin de pouvoir pratiquer librement sa politique d'apartheid, coupe totalement les liens avec la métropole en 1961 en proclamant la République.

## Origines (1497-1603)

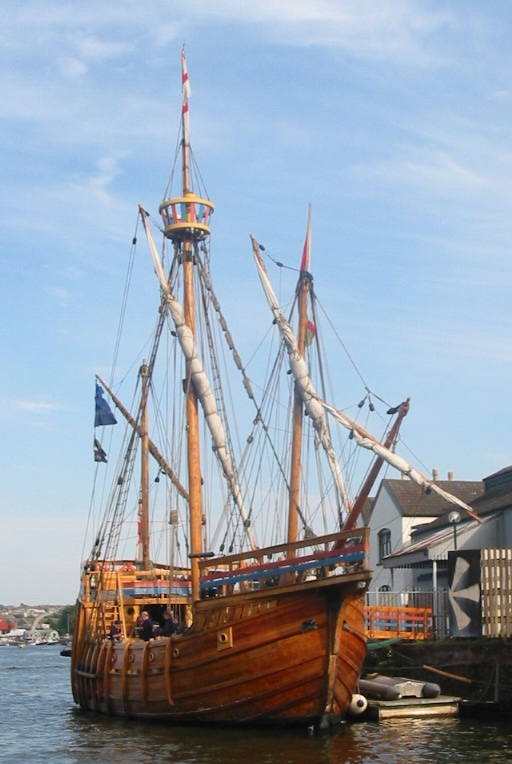
Réplique de la The Matthew utilisée par Jean Cabot lors de son second voyage vers le Nouveau Monde.

Durant cette période, l'Angleterre et l'Écosse sont des royaumes séparés.

### Les expéditions de Jean Cabot (1497-1498)
En 1496, à la suite des succès outre-mer des Espagnols (arrivée de Christophe Colomb dans les Caraïbes en 1492, qu'il identifie à des îles inconnues des « Indes ») et des Portugais (découverte du cap de Bonne-Espérance en 1488), le roi d'Angleterre Henri VII charge Jean Cabot d'explorer l'Atlantique Nord afin de découvrir une route vers les Indes.
Cabot quitte l'Angleterre en 1497 et atteint les côtes de Terre-Neuve, croyant comme Christophe Colomb, avoir atteint l'Asie, sans essayer d'établir une colonie. Cabot lance une nouvelle expédition l'année suivante, mais disparait en mer, sans qu'une suite soit donnée à cet échec.
Ce n'est que sous le règne d'Élisabeth Ire que les expéditions maritimes reprennent.

### Le règne d'Élisabeth (1558-1603)
Le début du règne d'Élisabeth (1533-1603) en Angleterre est très proche du début de celui de Philippe de Habsbourg (1527-1598), fils de Charles Quint, aux Pays-Bas (1555), puis en Espagne (1556), où il règne sous le nom de Philippe II.
À cette date, l'Espagne est solidement implantée en Amérique (Caraïbes, Mexique, Pérou) ; le Portugal a établi des comptoirs commerciaux et des forts sur les côtes d'Afrique, du Brésil et des Indes orientales ; la France est présente le long du fleuve Saint-Laurent, dans ce qui va devenir la Nouvelle-France.
En 1562, la Couronne britannique autorise les corsaires John Hawkins et Francis Drake à mener des attaques contre les navires négriers portugais le long de la côte de l'Afrique du Nord.

### Deux échecs: Gilbert à Terre-Neuve (1583) et Raleigh en Caroline (1584)
En 1578, Élisabeth Ire missionne par lettres patentes Humphrey Gilbert pour explorer les territoires d'Amérique du Nord dans le but d'y établir une colonie, mais l'expédition échoue avant même d'avoir franchi l'océan Atlantique,.
Mais il repart quelques années plus tard et, en 1583, débarque à Terre-Neuve dont il revendique la possession au nom de la couronne anglaise, sans laisser de colons sur place. Il ne survit pas au voyage de retour.
Élisabeth accorde alors des lettres patentes au demi-frère de Gilbert, Walter Raleigh (1584). Celui-ci fonde la colonie de Roanoke, sur la côte de l'actuelle Caroline du Nord, mais le manque de provisions entraîne l'échec de la colonie.

### La guerre anglo-espagnole (1585-1604)
Les relations entre l'Angleterre et l'Espagne se tendent ensuite en relation avec l'insurrection des Pays-Bas contre Philippe II commencée en 1568, surtout après la création des Provinces-Unies en 1581, par l'acte de La Haye. C'est la reprise d'Anvers par les troupes espagnoles (17 août 1585) qui pousse l'Angleterre protestante à s'allier avec les Provinces-Unies (aussi protestantes) par le traité de Sans-Pareil, signé dès le 10 août 1585, début d'une guerre anglo-espagnole qui va durer jusqu'en 1604. Élisabeth en effet ne veut pas que Philippe reprenne le contrôle des sept provinces du nord des Pays-Bas. L'antagonisme anglo-espagnol atteint son apogée avec l'expédition de l'Armada de 1588, qui est une défaite pour Philippe II.
Tout en intervenant directement aux Pays-Bas en y envoyant un corps expéditionnaire et son ami Robert Dudley, Élisabeth Ire autorise les attaques contre les ports espagnols en Europe ou en Amérique et contre les convois de galions transportant les richesses du Nouveau Monde vers l'Espagne. L'Angleterre protestante est maintenant ennemie de l'Espagne catholique
Au même moment, des écrivains comme Richard Hakluyt et John Dee, le premier à employer le terme d' « Empire britannique », commencent à faire pression pour la fondation d'un empire anglais.

## Le «Premier Empire britannique» (1603-1783)
L'expression « Premier Empire britannique » correspond à la période qui s'étend des premières implantations en Amérique sous le règne de Jacques Ier à la perte des Treize Colonies d'Amérique à la suite de la guerre d'indépendance des États-Unis (1776-1783).

### L'avènement de Jacques Ieret la paix avec l'Espagne
En 1603, le roi d'Écosse Jacques VI monte sur le trône d'Angleterre sous le nom de Jacques Ier. C'est le début du processus qui aboutit en 1701 à la création du Royaume-Uni de Grande-Bretagne.
Jacques Ier est moins anticatholique et antiespagnol qu'Élisabeth et le royaume est las de la guerre, d'autant plus que les Provinces-Unies sont maintenant devenues une puissance coloniale (création de la VOC en 1602) dont l'existence n'est plus menacée.
En 1604, l'Angleterre et l'Espagne signent traité de Londres qui met fin aux hostilités.
Dorénavant en paix avec son principal rival, l'Angleterre se concentre sur la construction de son propre empire colonial au lieu de s'attaquer aux colonies étrangères et sur la création de compagnies commerciales, dont la plus notable est la Compagnie britannique des Indes orientales (1600-1875), afin d'administrer les colonies et de développer le commerce avec la métropole.

### Amérique, Afrique et commerce triangulaire
Les possessions dans les Caraïbes représentaient initialement les colonies anglaises les plus importantes et les plus lucratives mais leur création avait été difficile. Une tentative pour implanter une colonie en Guyane en 1604 ne dura que deux ans et ne parvint pas à découvrir les gisements d'or qui avaient motivé sa création. Les colonies de Saint Lucia (1605) et de Grenade (1609) déclinèrent rapidement, mais d'autres implantations à Saint Kitts (1624), Barbade (1627) et Niévès (1628) eurent plus de succès. Elles adoptèrent rapidement le système des plantations de sucre, développé par les Portugais au Brésil, qui reposait sur l'esclavage. Initialement, le commerce était assuré par des navires hollandais qui transportaient les esclaves d'Afrique et acheminaient le sucre américain jusqu'en Europe. Pour s'assurer que les importants revenus de ce commerce se fassent au profit des Anglais, le parlement décréta que seuls les navires anglais auraient le droit de commercer avec les colonies anglaises. Cela entraîna une série de guerres avec les Provinces-Unies tout au long du XVIIe siècle qui permirent à l'Angleterre de renforcer sa position en Amérique aux dépens des Pays-Bas. En 1655, l'Angleterre annexa l'île de la Jamaïque appartenant à l'Espagne et, en 1666, elle s'implanta avec succès dans les Bahamas.

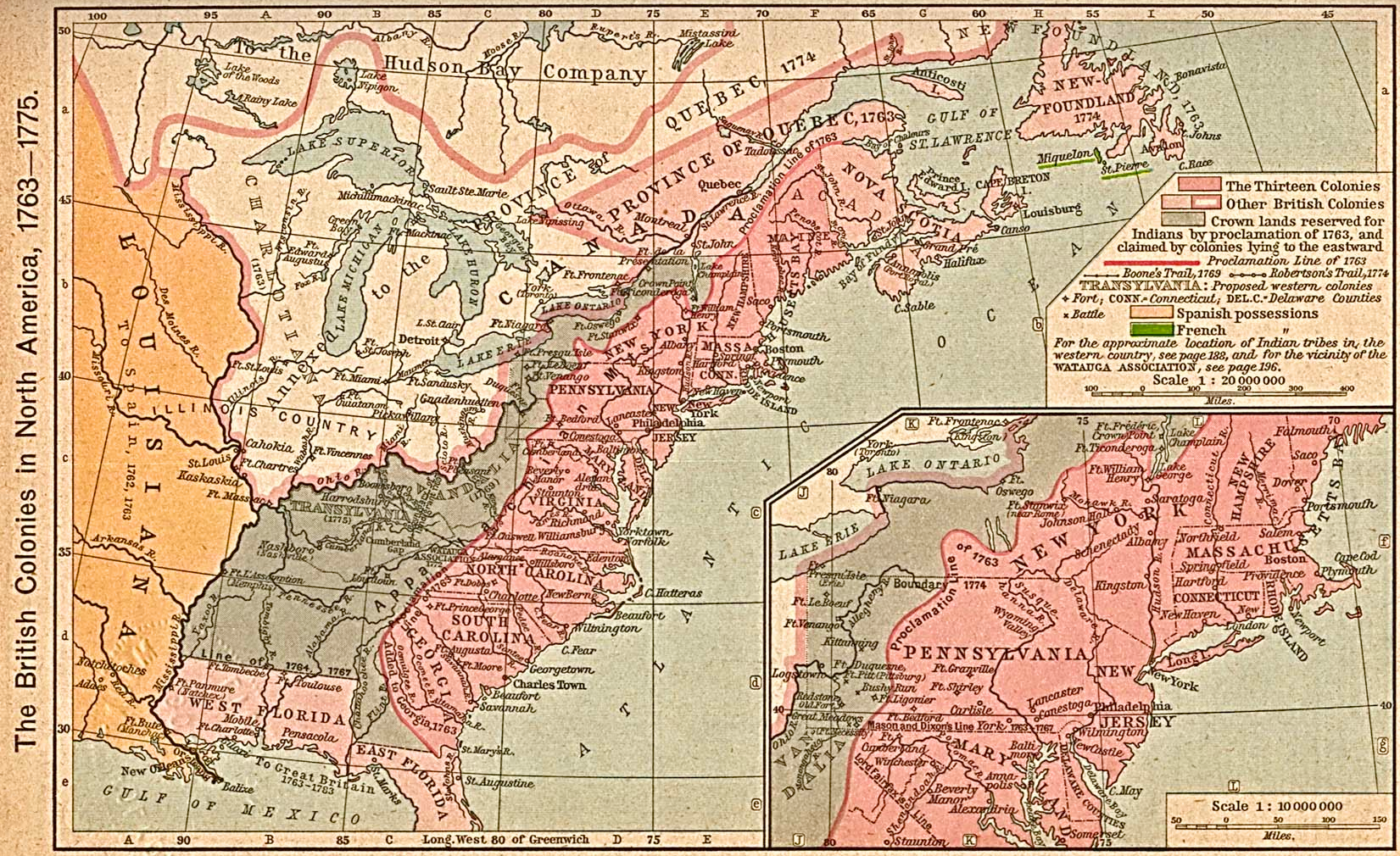
Carte des colonies britanniques en Amérique du Nord vers 1776.

La première colonie anglaise permanente établie en Amérique fut créée à Jamestown en 1607 par John Smith sous l'impulsion de la Virginia Company. Les Bermudes furent revendiquées par l'Angleterre en 1609 lorsque le navire amiral de la Virginia Company y fit naufrage et, en 1615, elles furent accordées à la nouvelle Somers Isles Company. La charte de la Virginia Company fut révoquée en 1624 et un contrôle direct de la Virginie fut assumé par la Couronne britannique, ce qui permit la fondation de la colonie de Virginie. La colonie de Terre-Neuve fut créée en 1610 avec l'objectif d'implanter des peuplements permanents sur l'île. En 1620, Plymouth fut créée en tant que refuge pour les puritains anglais. D'autres colonies furent progressivement fondées le long de la côte atlantique : le Maryland en 1634, Rhode Island en 1636, le Connecticut en 1639 et la province de Caroline en 1663. Après la chute de Fort Amsterdam en 1664, l'Angleterre s'empara de la colonie hollandaise de Nouvelle-Néerlande, qui fut renommée New York. Cette annexion fut formalisée par le traité de Bréda dans lequel les Provinces-Unies échangeaient la Nouvelle-Néerlande contre le Suriname. En 1681, la province de Pennsylvanie fut fondée par William Penn. Les colonies américaines étaient moins profitables que les colonies sucrières des Caraïbes mais elles disposaient de vastes étendues de terres et attiraient massivement les émigrants anglais.
En 1670, Charles II d'Angleterre accorda une charte à la Compagnie de la Baie d'Hudson qui lui offrait le monopole sur le commerce des fourrures dans la Terre de Rupert, une vaste étendue recouvrant une large part du Canada actuel. Les forts et les comptoirs commerciaux créés par la Compagnie étaient régulièrement la cible d'attaques des Français qui pratiquaient également le commerce des fourrures depuis la Nouvelle-France.
Deux ans plus tard, la Royal African Company fut créée et reçut le monopole de l'approvisionnement en esclaves des colonies anglaises dans les Caraïbes. Dès le départ, l'esclavage était la base de l'Empire britannique dans les Indes occidentales. Jusqu'à son abolition en 1807, la Grande-Bretagne fut responsable de la déportation de près de 3,5 millions d'Africains vers l'Amérique, soit un tiers de tous ceux victimes du commerce triangulaire. Pour faciliter ce commerce, des forts furent établis sur les côtes de l'Afrique de l'Ouest comme à l'île James, à Jamestown et à l'île de Bunce. Dans les Caraïbes britanniques, le pourcentage de Noirs dans la population passa de 25 % en 1650 à environ 80 % en 1780 et dans les Treize colonies, le nombre passa de 10 % à 40 % sur la même période (la majorité se trouvant dans les colonies du Sud). Pour les commerçants européens, le commerce était extrêmement profitable et devint la base de l'économie pour de nombreuses villes comme Bristol ou Liverpool, qui formaient le troisième angle du commerce triangulaire avec l'Afrique et l'Amérique. Les conditions épouvantables du voyage faisaient qu'un esclave sur sept mourait lors de la traversée de l'Atlantique.
En 1695, le Parlement écossais accorda une charte à la Compagnie écossaise des Indes et d'Afrique qui fonda une colonie dans l'isthme de Panama en 1698 avec l'ambition de construire un canal dans la région. Assiégée par les colons espagnols de Nouvelle-Grenade et décimée par la malaria, elle fut abandonnée deux ans plus tard. Le projet Darién fut un désastre économique pour l'Écosse et mit fin aux ambitions écossaises de rivaliser avec l'Angleterre dans l'aventure coloniale. L'épisode eut également de larges répercussions politiques, car il convainquit les gouvernements écossais et anglais des mérites d'une union des deux pays au lieu d'une simple union des couronnes. En 1707, l'Écosse et l'Angleterre étaient intégrées au sein de le Royaume-Uni de Grande-Bretagne après l'Acte d'Union.

### Rivalité avec les Pays-Bas en Asie

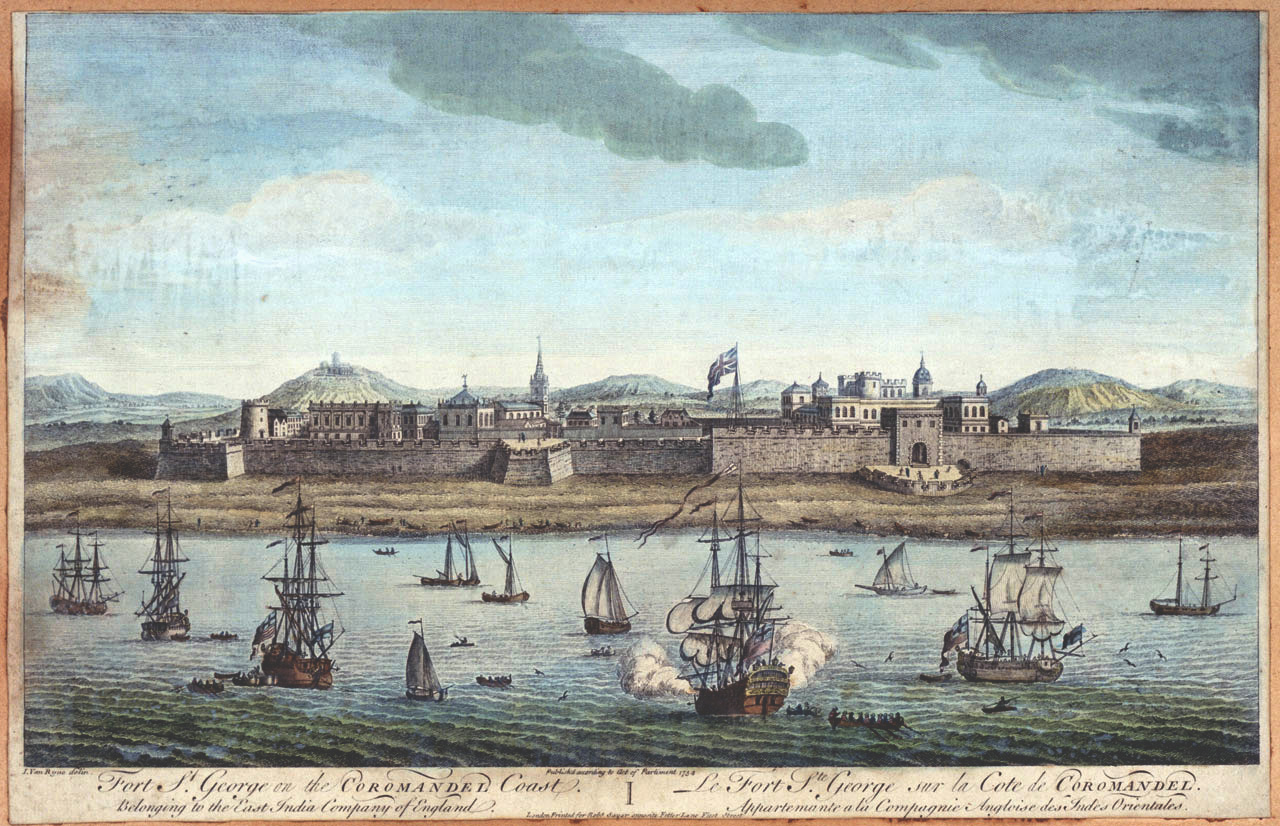
Le Fort St. George fut fondé à Madras en 1639.

À la fin du XVIe siècle, l'Angleterre et les Pays-Bas commencèrent à menacer le monopole portugais pour le commerce avec l'Asie en formant des sociétés par actions pour financer les expéditions. La Compagnie britannique des Indes orientales et la Compagnie néerlandaise des Indes orientales furent respectivement fondées en 1600 et en 1602. L'objectif principal était de participer au prospère commerce des épices en s'implantant là où elles étaient produites. Les trois nations furent quelque temps en compétition pour la suprématie commerciale dans la région, mais le système financier plus avancé des Pays-Bas et leurs victoires dans les trois guerres anglo-néerlandaises du XVIIe siècle leur permirent d'obtenir une position dominante en Asie. Les hostilités cessèrent après la Glorieuse Révolution de 1688 qui vit Guillaume III d'Orange-Nassau, stathouder des Provinces-Unies, devenir roi d'Angleterre, d'Écosse, et d'Irlande. Un accord entre les deux nations laisse le commerce des épices aux Pays-Bas et le commerce des textiles à la Grande-Bretagne. Cependant, le commerce du thé et du coton supplante rapidement le commerce des épices et en 1720, la Compagnie anglaise, aidée par la puissante Royal Navy, commence à prendre le dessus sur la Compagnie néerlandaise.

### Lutte mondiale contre la France

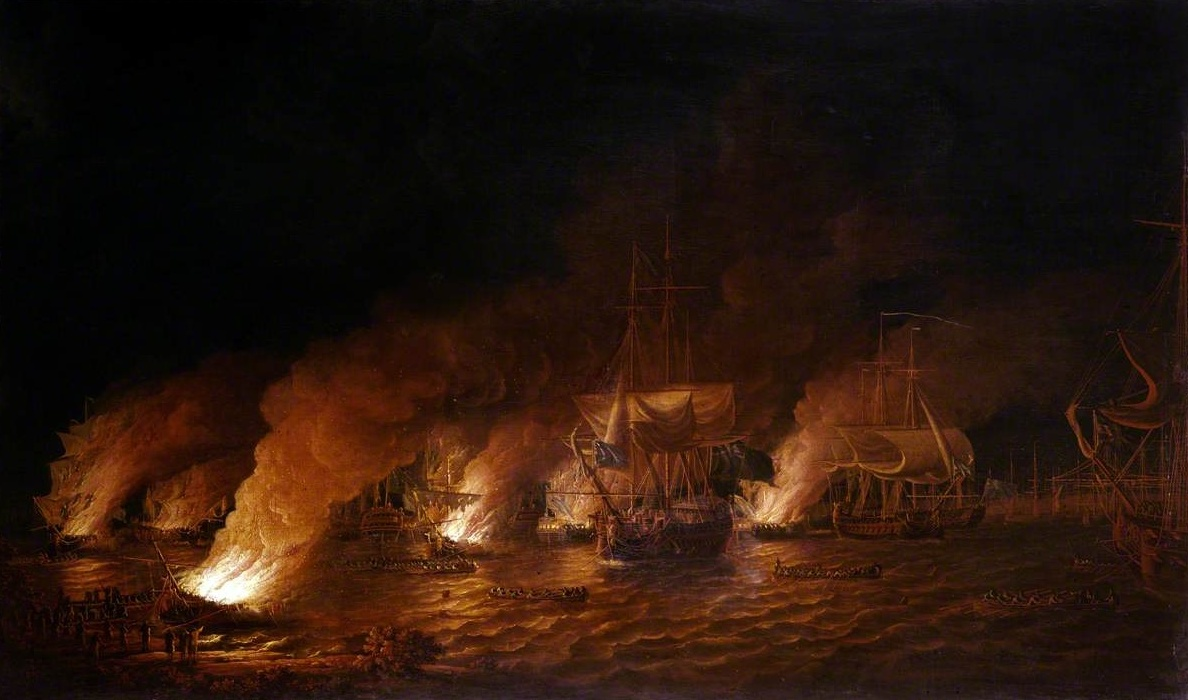
L’échec de l'attaque des brûlots français contre la flotte britannique à Québec en 1759.

Au début du XVIIIe siècle, avec la stagnation de l'Empire espagnol et le déclin de la puissance hollandaise, le Royaume-Uni devenait la puissance coloniale dominante. Néanmoins, la France fut sa grande rivale tout au long du siècle.
La mort de Charles II d'Espagne en 1700 et sa succession par Philippe d'Anjou, un petit-fils de Louis XIV de France, laissait présager une unification de l'Espagne, de la France et de leurs colonies respectives, une possibilité inacceptable pour l'Angleterre et les autres puissances européennes. En 1701, l'Angleterre, le Portugal et les Pays-Bas s'allièrent au Saint-Empire romain germanique contre la France et l'Espagne lors de la guerre de Succession d'Espagne qui dura jusqu'en 1714. Lors du traité d'Utrecht, qui mit fin à la guerre, Philippe renonça à ses droits de succession au trône de France. L'Angleterre reçut Gibraltar et Minorque de la part de l'Espagne, l'Acadie de la part de la France et sa domination sur Terre-Neuve fut renforcée. De plus, la Grande-Bretagne obtint le monopole sur l'asiento qui désigne la fourniture d'esclaves à l'Amérique latine. Gibraltar, qui reste un territoire britannique aujourd'hui, devint une base navale stratégique et permit au Royaume-Uni de contrôler l'entrée et la sortie de la Méditerranée.
La guerre de Sept Ans, qui débuta en 1756, fut le premier conflit d'envergure mondiale, car les combats eurent lieu en Europe, en Inde et en Amérique du Nord. Le traité de Paris de 1763 eut des conséquences immenses pour le futur de l'Empire britannique. En Amérique du Nord, la France abandonna ses revendications sur la Terre de Rupert, céda la Nouvelle-France (et une importante population francophone) à la Grande-Bretagne et la Louisiane à l'Espagne. L'Espagne céda la Floride à la Grande-Bretagne. En Inde, la guerre carnatique laissait seulement à la France le contrôle de ses comptoirs commerciaux (mais avec des restrictions militaires) et surtout mettait fin aux espoirs français de dominer le sous-continent. La défaite de la France et la destruction de son empire colonial à la suite de la guerre de Sept Ans firent de la Grande-Bretagne la première puissance maritime au monde.

## Ascension du «Second Empire britannique» (1783-1815)

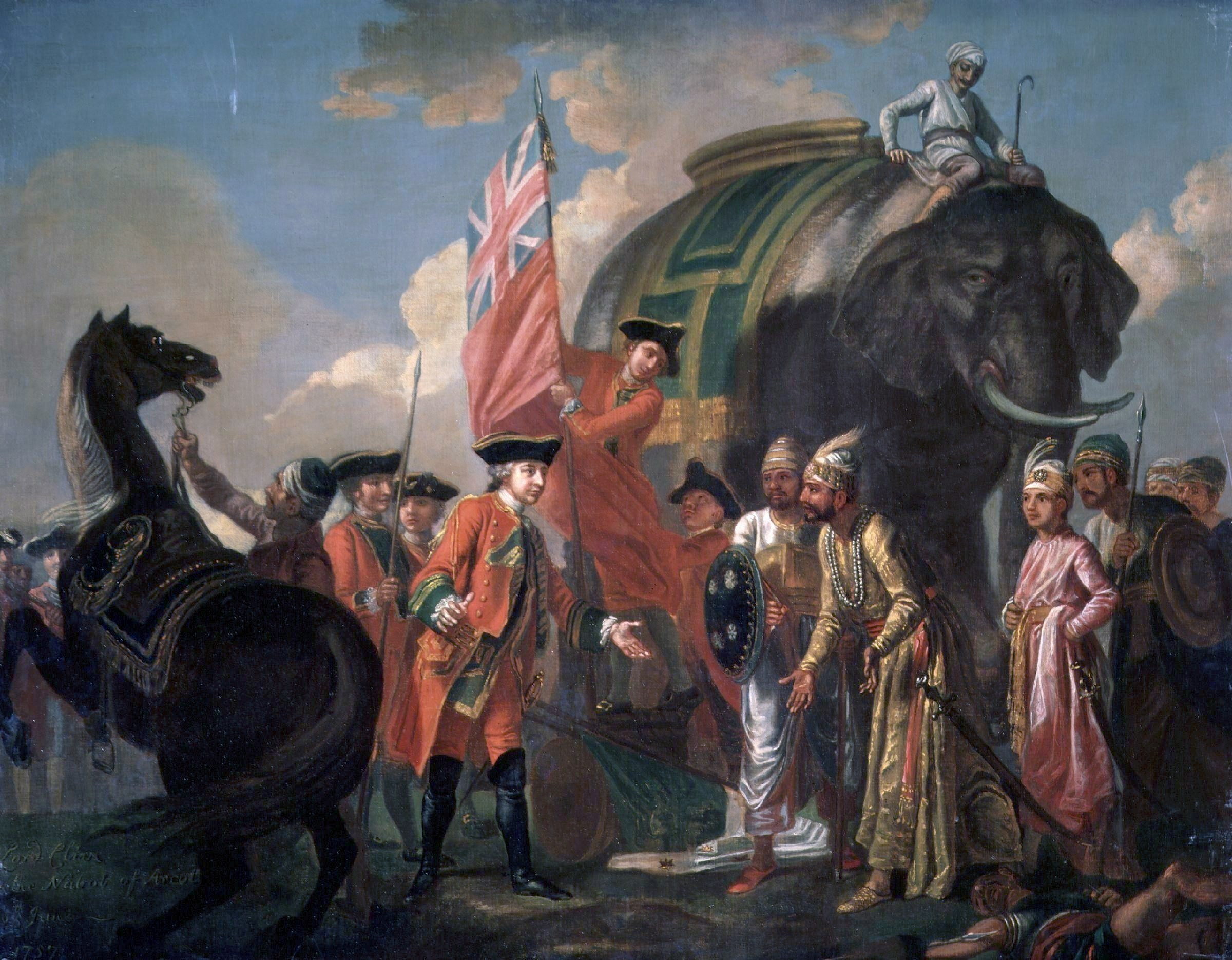
La victoire de Robert Clive lors de la bataille de Plassey annonça le début de la domination britannique en Inde.

### Règne de la Compagnie en Inde
Durant son premier siècle d'existence, la Compagnie britannique des Indes orientales se concentra sur le commerce avec le sous-continent indien, car elle n'était pas en position de rivaliser avec le puissant Empire moghol qui lui avait accordé des droits commerciaux en 1617. La situation évolua au XVIIIe siècle avec le déclin des Moghols et la Compagnie britannique des Indes orientales affronta son équivalent français, la Compagnie française des Indes orientales durant les guerres carnatiques lors des années 1740 et 1750. La bataille de Plassey de 1757, qui vit la victoire des Britanniques menés par Robert Clive sur le Bengale et ses alliés français, permit à la Compagnie de devenir la puissance militaire et politique dominante en Inde. Dans les décennies qui suivirent, elle s'empara progressivement de nombreux territoires qu'elle administrait soit directement soit par l'intermédiaire des dirigeants locaux. Elle organisa sa propre armée principalement composée de Cipayes indiens. L'Inde britannique devint finalement la plus profitable des possessions britanniques, le « joyau de la couronne », et permit au Royaume-Uni de s'élever au rang de plus puissante nation au monde.

### Perte des treize colonies américaines

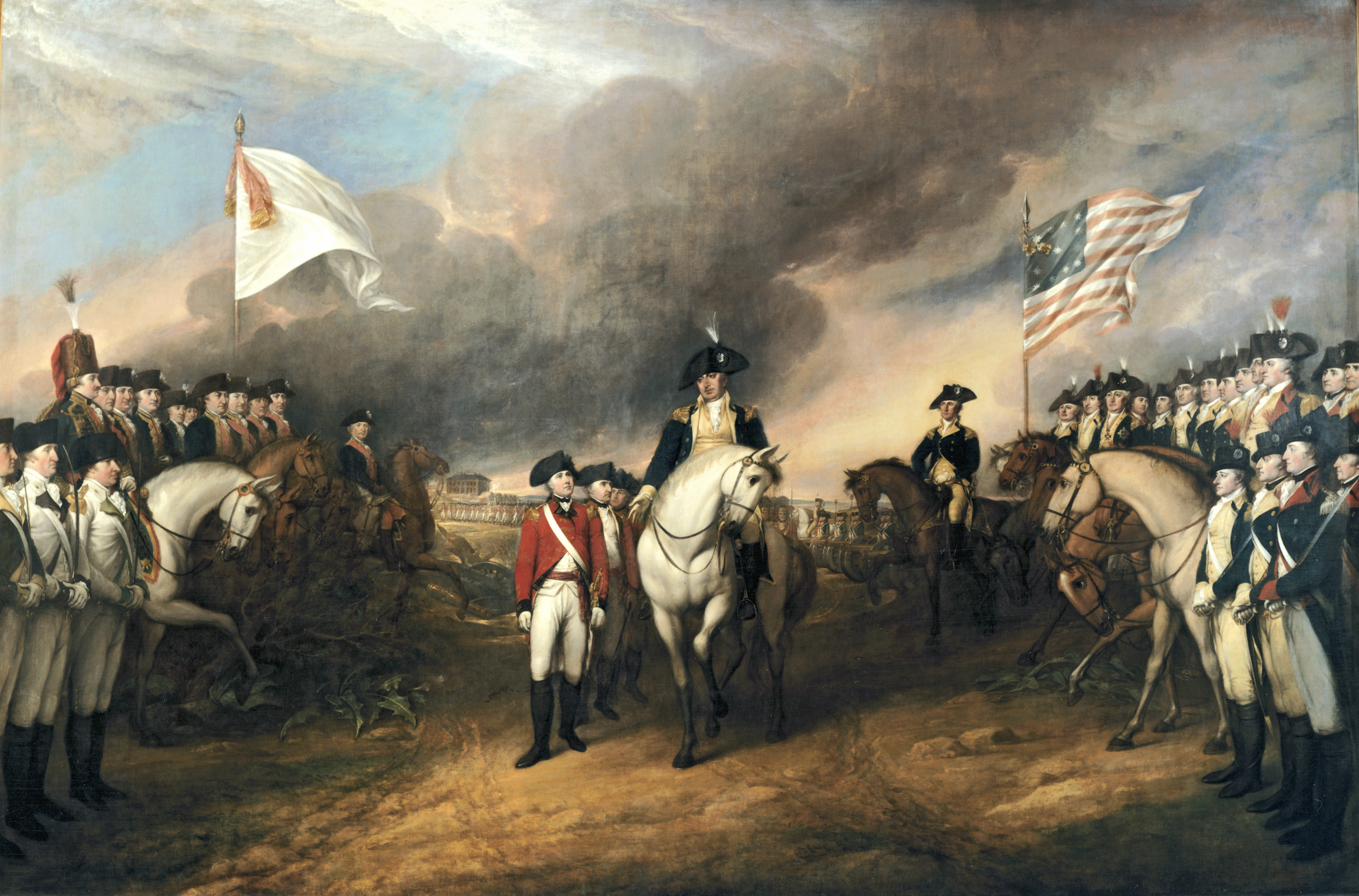
Reddition de Cornwallis à Yorktown. La perte des colonies américaines marquait la fin du « Premier Empire britannique ».

Au cours des années 1760 et 1770, les relations entre la Grande-Bretagne et les Treize Colonies se détériorèrent en particulier du fait de la volonté du parlement britannique de taxer les colons américains sans leur accord. En effet, les colons n'étaient pas représentés au parlement de Westminster. Le mécontentement déclencha la révolution américaine et la guerre d'indépendance des États-Unis en 1775. L'année suivante, les colons proclamèrent leur indépendance. Avec l'aide de la France, de l'Espagne et des Pays-Bas, les États-Unis gagnèrent la guerre en 1783.
La perte des Treize colonies, à l'époque la possession la plus peuplée de la Grande-Bretagne, est considérée par les historiens comme l'événement marquant la transition entre le « premier » et le « second » empire au cours de laquelle le Royaume-Uni se détourne de l'Amérique au profit de l'Asie, de l'Afrique et du Pacifique. Dans son ouvrage La Richesse des Nations, publié en 1776, l'économiste Adam Smith avançait que les colonies étaient superflues et que le libre-échange allait remplacer les politiques mercantilistes qui avaient caractérisé la première période de l'expansion coloniale,. L'augmentation du commerce entre les États-Unis et le Royaume-Uni après 1783 semblait confirmer l'idée de Smith selon laquelle le contrôle politique n'était pas nécessaire au succès économique,. Les tensions entre les deux nations s'aggravèrent toutefois lors des guerres napoléoniennes, car la Grande-Bretagne tentait de couper le commerce américain avec la France et arraisonnait les navires américains à la recherche de déserteurs. Les États-Unis déclenchèrent la guerre de 1812, mais aucun des deux camps ne parvint à prendre l'ascendant sur l'autre. Le traité de Gand de 1815 confirma donc les frontières d'avant-guerre.
Les événements en Amériques influencèrent la politique britannique dans la province de Québec où entre 40 000 et 100 000 loyalistes avaient fui après la perte des Treize colonies. Les 14 000 loyalistes qui s'installèrent dans les vallées de la Sainte-Croix et du Saint-Jean, faisant alors partie de la Nouvelle-Écosse, étaient mécontents d'être gouvernés depuis le gouvernement provincial de Halifax. Londres détacha alors le Nouveau-Brunswick de la Nouvelle-Écosse en 1784 pour en faire une colonie séparée. L'Acte constitutionnel de 1791 créait les provinces du Haut-Canada (principalement anglophone) et du Bas-Canada (principalement francophone) pour apaiser les tensions entre les deux communautés et implanter un système de gouvernement similaire à celui utilisé en Grande-Bretagne avec l'intention de renforcer l'autorité impériale et de ne pas laisser une sorte de contrôle populaire du gouvernement qui avait été accusé d'avoir mené à la révolution américaine.

### Exploration du Pacifique

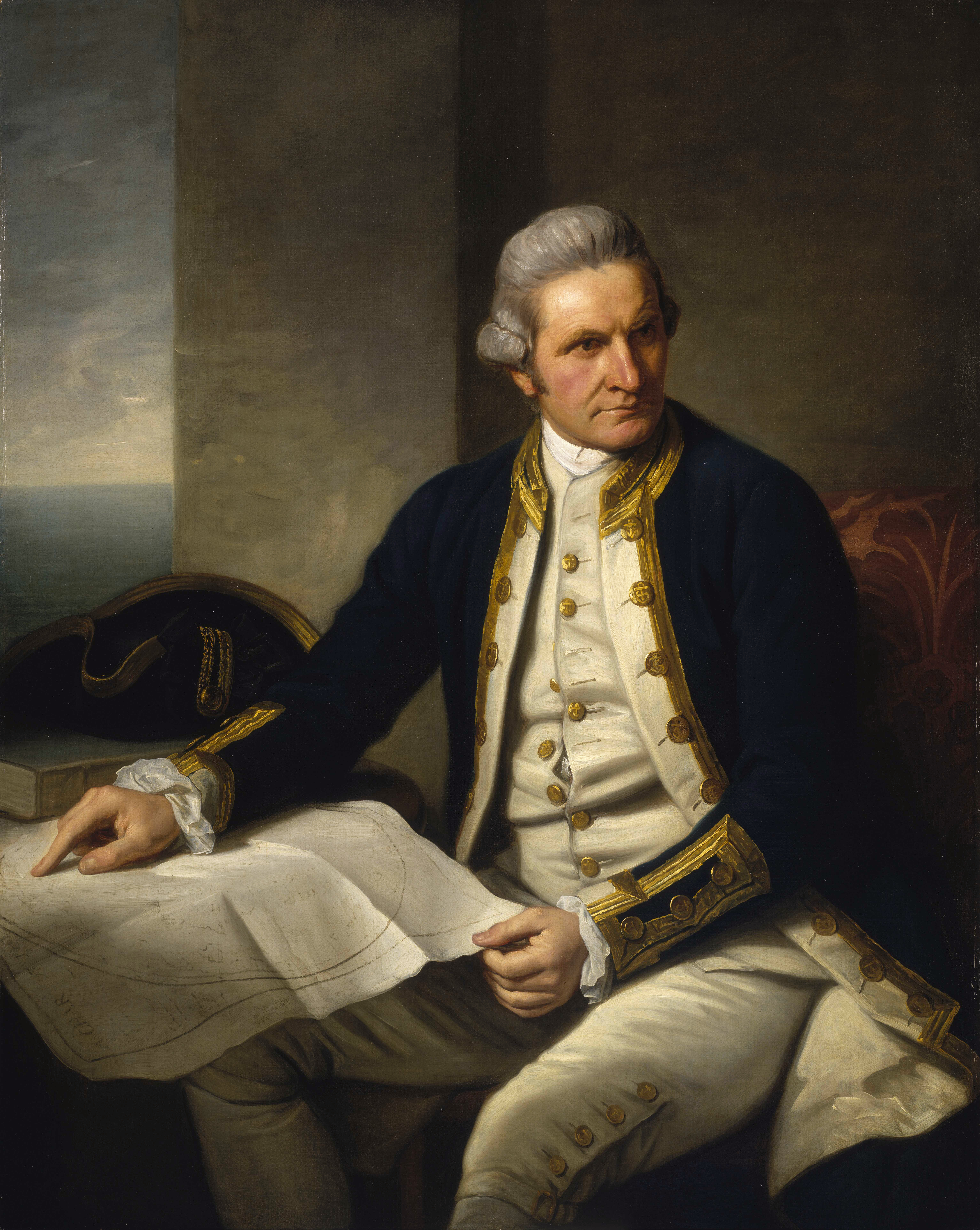
James Cook avait pour mission de découvrir le continent sud Terra Australis.

Depuis 1718, la déportation dans les colonies américaines était la peine pour divers actes criminels en Grande-Bretagne et environ un millier de condamnés étaient exilés en Amérique chaque année. À la suite de l'indépendance des Treize colonies, le gouvernement britannique se tourna vers l'Australie. La côte occidentale de l'Australie avait été explorée pour la première fois par l'explorateur hollandais Willem Janszoon en 1606 et fut nommée Nouvelle-Hollande par la Compagnie néerlandaise des Indes orientales mais aucune tentative de colonisation ne fut entreprise. En 1770, James Cook explora la côte orientale de l'Australie lors d'un voyage scientifique dans le Pacifique sud et revendiqua la Nouvelle-Galles du Sud au nom du Royaume-Uni. En 1778, Joseph Banks, le botaniste de l'expédition de Cook, convainc le gouvernement britannique de la possibilité d'établir une colonie pénitentiaire à Botany Bay et les premiers condamnés arrivèrent en 1788. La Grande-Bretagne continua à exiler des condamnés en Nouvelle-Galles du Sud jusqu'en 1840. Les colonies australiennes devinrent rentables grâce aux exportations de laine et d'or. Les ruées vers l'or eurent principalement lieu dans la colonie de Victoria et firent de la capitale Melbourne l'une des villes les plus riches du monde et la deuxième plus grande ville de l'Empire britannique après Londres.
Durant son voyage, Cook explora également la Nouvelle-Zélande, explorée pour la première fois par l'explorateur hollandais Abel Tasman en 1642. Cook revendiqua l'île du Nord et l'île du Sud au nom de la Couronne britannique respectivement en 1769 et en 1770. Initialement, les interactions entre les indigènes maoris et les Européens se limitèrent à l'échange de biens. Les implantations européennes s'étendirent rapidement durant les premières décennies du XIXe principalement dans l'île du Nord. En 1839, la Compagnie de Nouvelle-Zélande annonça son intention d'acheter de larges bandes de terres et d'établir des colonies en Nouvelle-Zélande. Le 6 février 1840, le capitaine William Hobson et environ quarante chefs maoris signent le traité de Waitangi qui est considéré comme l'acte fondateur de la Nouvelle-Zélande,. Cependant, les différentes interprétations du texte suivant les versions britanniques ou maories entraînèrent des tensions qui culminèrent lors des guerres maories et le traité reste encore aujourd'hui un sujet de débat.

### Guerre avec la France napoléonienne

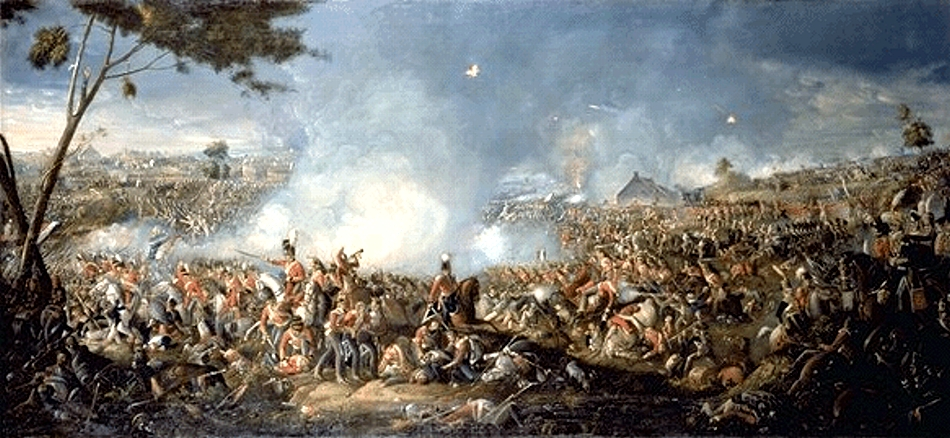
La bataille de Waterloo mit un terme au règne de Napoléon Ier.

Le Royaume-Uni investit des ressources considérables pour vaincre la France napoléonienne, mais en vain. Le Royaume-Uni organise de nombreuses coalitions qui se font écraser. Incapable de rivaliser avec la puissance française en Europe continentale, la Grande-Bretagne se concentra sur le contrôle des mers. Les ports français furent mis sous blocus par la Royal Navy qui remporta une victoire décisive sur la flotte franco-espagnole à Trafalgar en 1805. Les colonies des autres puissances européennes furent occupées, dont celles des Pays-Bas qui avaient été annexés par Napoléon Ier en 1810. La France fut finalement battue par la 6e coalition des armées européennes en 1815. Les traités de paix furent à nouveau en faveur de la Grande-Bretagne : la France cédait les îles Ioniennes, l'île Maurice, Sainte-Lucie et Tobago ; l'Espagne cédait Trinidad ; les Pays-Bas abandonnaient la Guyane, la Colonie du Cap et Ceylan et l'ordre de Saint-Jean de Jérusalem ne recouvre pas Malte. De son côté, le Royaume-Uni rendait la Guadeloupe, la Martinique, la Guyane et La Réunion à la France et Java et le Suriname aux Pays-Bas.

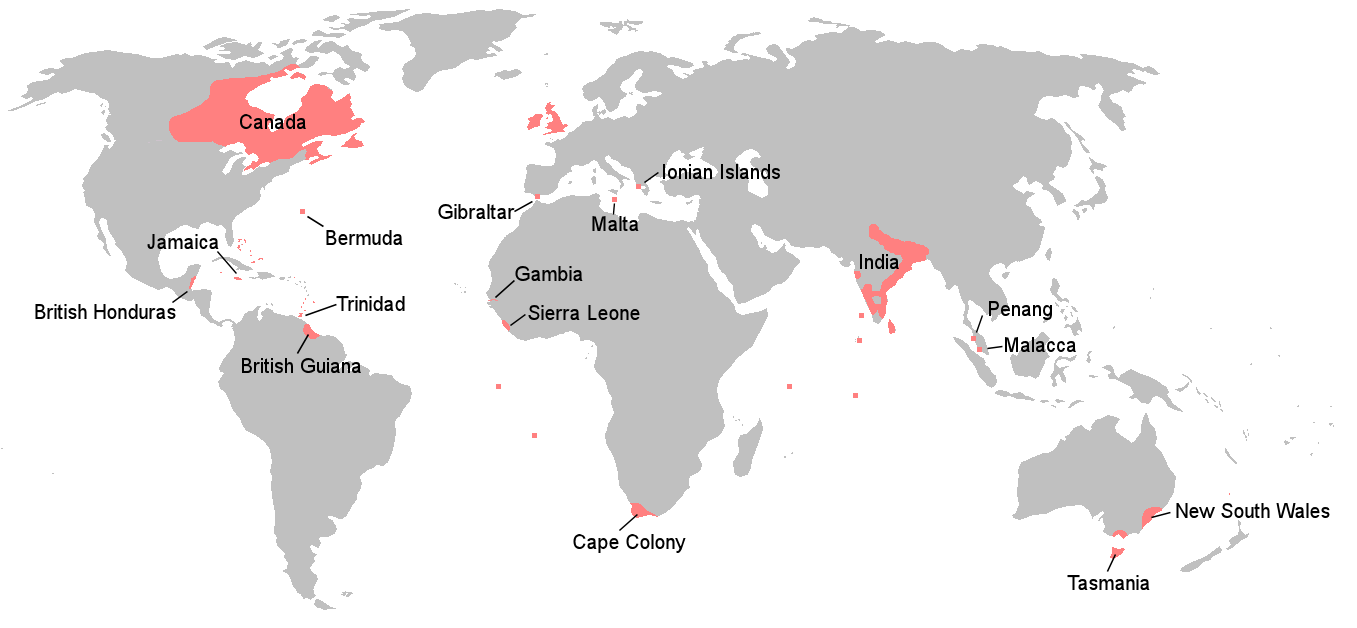
Empire britannique en 1815.

### Abolition de l'esclavage
Selon l'historienne Aline Helg, plusieurs événements ont conduit à l'abolition de l'esclavage : « il y a d’abord la grande révolution haïtienne (1791-1804), celle qui a secoué toutes les puissances coloniales, et qui fait peur à tout le monde ». Dans la population européenne, l’idée qu’il faut mieux traiter les esclaves progresse. Sous la pression du mouvement abolitionniste, le gouvernement britannique adopte le Slave Trade Act de 1807 qui met fin au commerce des esclaves dans l'Empire.
En 1815, le Parlement de Londres décide d’établir un registre officiel des esclaves. « À chaque avancée permise par Londres, il y a une forte résistance des planteurs. Avec toujours Haïti en toile de fond… » Les révoltes d'esclaves à la Barbade (1819) et en Jamaïque (1832) et leur répression sanglante troublent l'opinion publique en métropole. Le mouvement abolitionniste de masse se lève et des pétitions sont signées par des centaines de milliers de personnes, principalement des ouvriers.
Le Slavery Abolition Act de 1833 met fin à l'esclavage dans l'Empire britannique à l'exception de Sainte-Hélène, de Ceylan et des territoires administrés par la Compagnie britannique des Indes orientales même si ces exemptions furent par la suite supprimées. D'après l'Acte, les esclaves étaient totalement émancipés après une période d'« apprentissage » de 4 à 6 ans, au cours de laquelle ils ont obligation de continuer à travailler pour leur maître, lequel bénéficie également d'une indemnisation.

## Apogée de l'Empire (1815-1914)

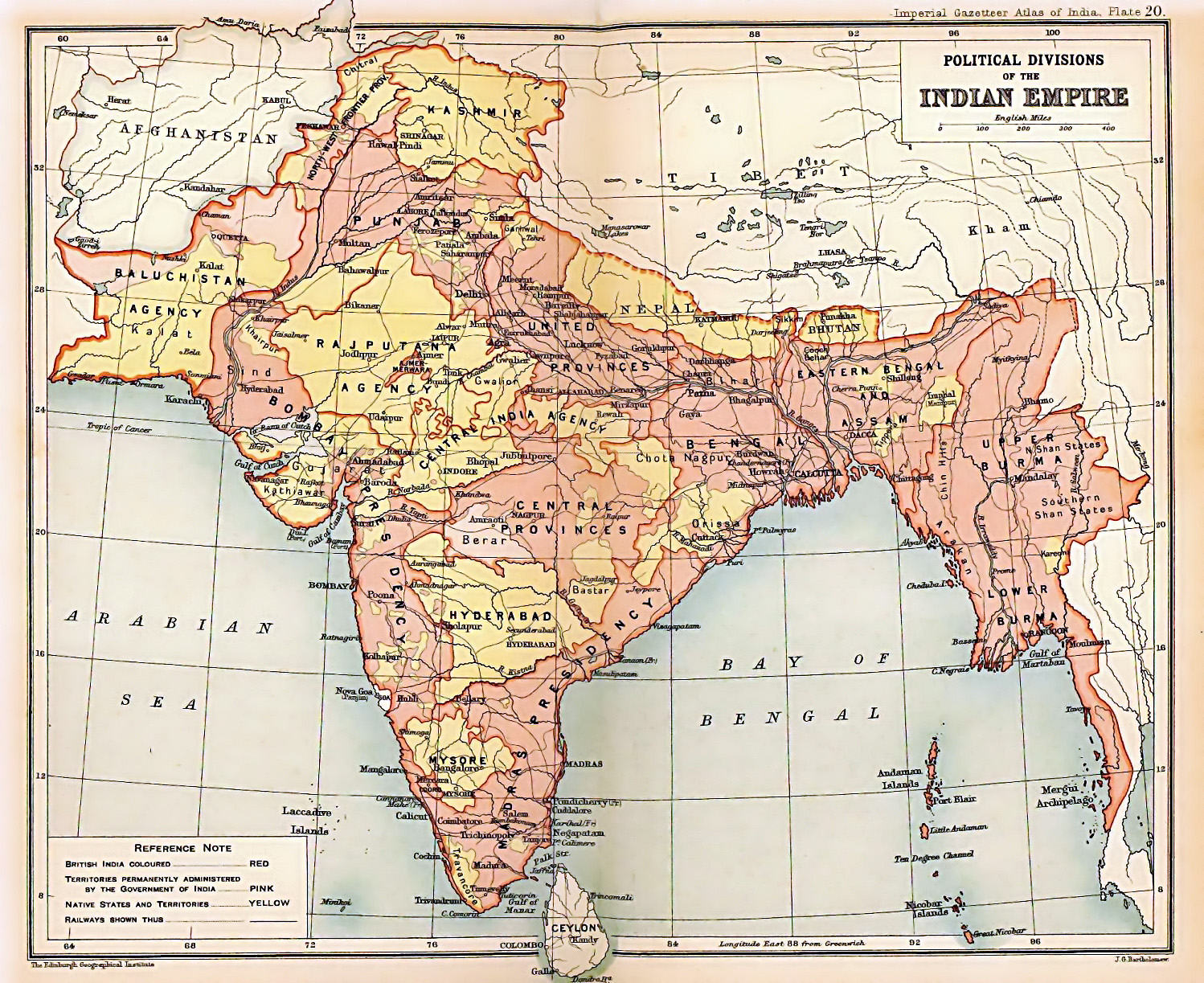
L'Inde britannique en 1909.

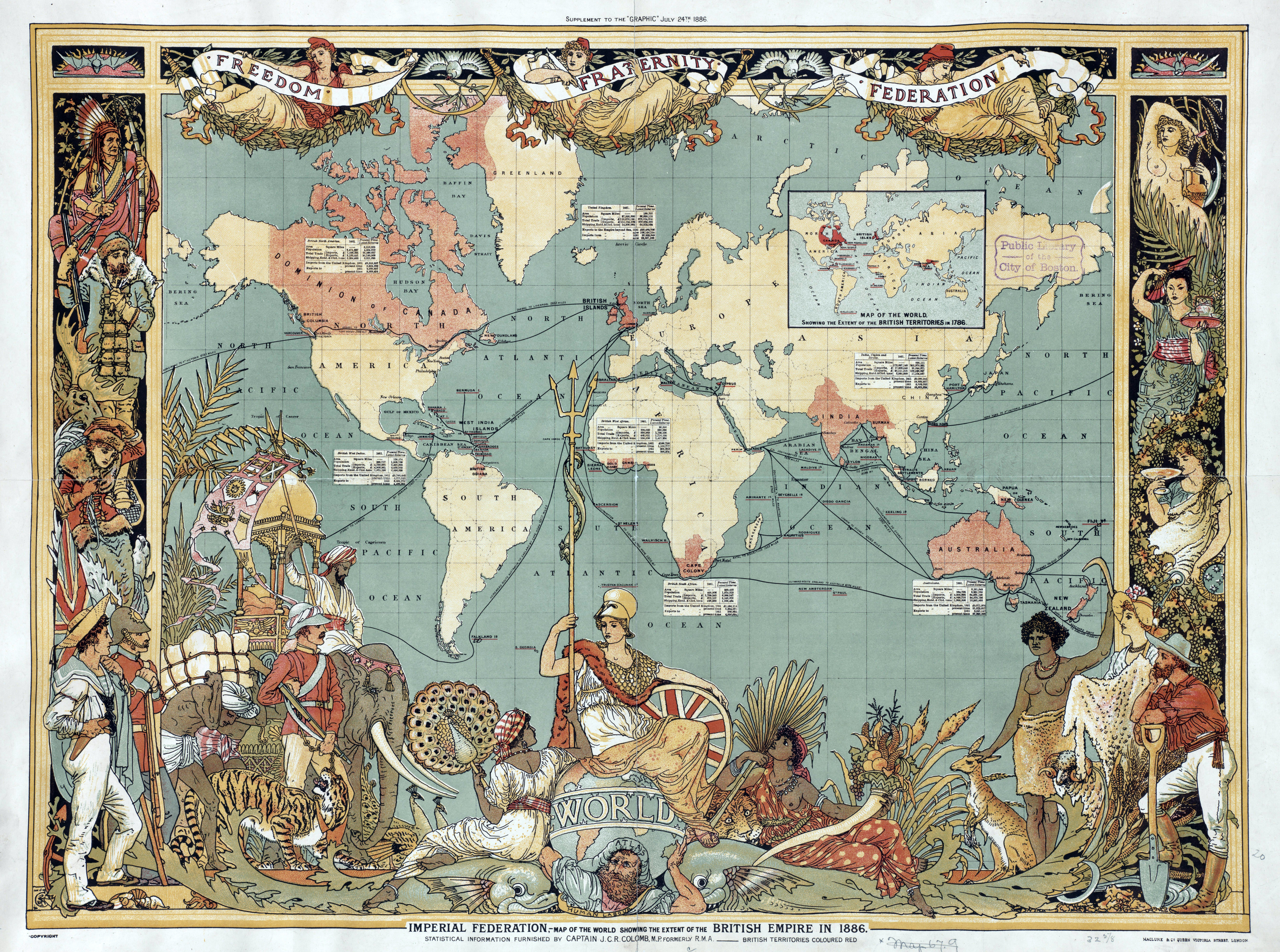
Carte de l'Empire britannique en 1886.

Entre 1815 et 1914, une période désignée par le « siècle impérial britannique » par certains historiens,, environ 26 000 000 km2 de territoires et environ 400 millions de personnes furent intégrés dans l'Empire. La défaite de Napoléon laissait la Grande-Bretagne sans réel opposant, à l'exception de la Russie en Asie centrale. Dominant les mers, le Royaume-Uni adopta un rôle de policier du monde dans ce qui sera désigné par l'expression de Pax Britannica et une politique étrangère connue sous le nom de « splendide isolement ». En plus du contrôle formel qu'il exerçait sur ses propres colonies, la position dominante du Royaume-Uni dans le commerce mondial faisait qu'il contrôlait les économies de nombreux pays comme la Chine, l'Argentine ou le Siam, ce qui a été désigné par certains historiens comme un « empire informel »,.
La puissance impériale britannique était soutenue par les bateaux à vapeur et le télégraphe, deux technologies développées dans la seconde moitié du XIXe siècle qui permettaient à la Grande-Bretagne de contrôler et de défendre son empire. À partir de 1902, les possessions de l'Empire britannique étaient reliées par un réseau de câbles télégraphiques connus sous le nom de « All Red Line ».

L'universitaire Philip S. Golub évoque, au sujet des relations entre l’État et le capital à l'apogée de l'Empire britannique, d'une symbiose : 

« lorsque leurs objectifs respectifs de maximalisation du pouvoir et de la richesse furent fonctionnellement liés. Une telle convergence d’intérêts conduisit le gouvernement britannique à travailler pour le capital (par la force ou par la menace, si besoin, comme en Amérique latine, en Chine et en Égypte). Elle amena les investisseurs privés à se plier souplement aux impératifs stratégiques de l’État impérial lorsque la situation mondiale l'exigeait par exemple dans le cas de la Russie, où on fit comprendre aux investisseurs que l'équilibre des forces en Europe l'emportait sur le profit. »

— Philip S. Golub
L'empire britannique introduit en 1860 dans le Code pénal indien la pénalisation de l'homosexualité. Il est ensuite copié et adapté dans l'ensemble des colonies britanniques. Cet article était pour les colons un “instrument de contrôle social” ainsi qu’une manière d’importer leur morale et de “christianiser” les populations.

### Expansion en Asie

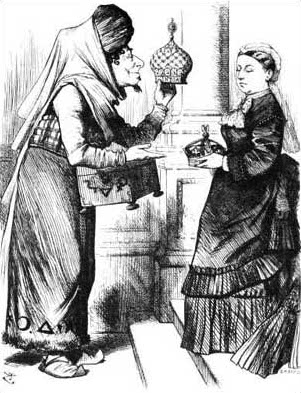
Caricature politique de 1876 montrant Benjamin Disraeli couronner la reine Victoria impératrice des Indes. L'image titre New crowns for old ones.

La Compagnie britannique des Indes orientales mena l'expansion de l'Empire britannique en Asie. L'armée de la Compagnie aida l'armée britannique dans la capture de Singapour (1819) et de Malacca (1824), qui furent intégrés au sein des Établissements des détroits, et de la Birmanie (1826).
Depuis ses possessions en Inde, la Compagnie était également engagée dans le très lucratif commerce de l'opium avec la Chine depuis les années 1730. Ce commerce, illégal depuis son interdiction par la Dynastie Qing en 1729, permit d'inverser le déséquilibre de la balance commerciale résultant des importations britanniques de thé, qui voyait de grandes quantités d'argent transférées de Grande-Bretagne en Chine. En 1839, la saisie de plus de 1 000 tonnes d'opium par les autorités chinoises de Canton entraîna la déclaration de guerre britannique. La Première guerre de l'opium s'acheva par une victoire du Royaume-Uni, qui obtint Hong Kong, alors une implantation mineure, d'après les termes du traité de Nankin.
En 1857, une mutinerie de cipayes, soldats indiens intégrés dans l'armée britannique, dégénéra en un large conflit. Le Royaume-Uni mit six mois pour venir à bout de la révolte, qui causa de lourdes pertes dans les deux camps.
La Compagnie des Indes orientales fut dissoute en 1858 et ses possessions transférées au Raj britannique, administrées par un gouverneur-général nommé par le gouvernement britannique. La reine Victoria fut couronnée Impératrice des Indes en 1876.
Entre les années 1870 et 1890, près de 30 millions d'Indiens sont morts de famines successives. Le degré de responsabilité de l’administration coloniale britannique est sujet à débats entre les historiens. D'après l'historien Niall Ferguson, « il y a des preuves claires d'incompétence, de négligence et d'indifférence au sort des affamés », mais pas de responsabilité directe, l’administration coloniale étant simplement restée passive. Au contraire pour le journaliste Johann Hari : « Loin de ne rien faire pendant la famine, les Britanniques ont fait beaucoup - pour empirer les choses ». Les autorités auraient en effet continué d'encourager les exportations vers la métropole sans s’inquiéter des millions de morts sur le sol indien. L'historien et activiste politique Mike Davis soutient également l'idée que « Londres mangeait le pain de l'Inde » pendant la famine. En outre, le vice-roi Robert Lytton fait interdire de porter assistance aux personnes affamées, parfois décrites comme « indolentes » ou « inhabituées au travail ». Les journaux des régions épargnées par la famine reçoivent l'instruction d'en parler le moins possible. D'après Johann Hari, Lord Lytton aurait été guidé par l'idée qu'en « s'en tenant à l'économie libérale, il aidait obscurément le peuple indien ».

### Rivalité avec la Russie
Durant le XIXe siècle, la Grande-Bretagne et la Russie s'affrontèrent pour combler le vide laissé par le déclin des empires ottoman, perse et chinois. Cette rivalité fut désignée par l'expression « Grand Jeu ». Après les défaites infligées par la Russie à l'Empire ottoman et à la Perse à la fin des années 1830, la Grande-Bretagne s'inquiéta d'une possible menace sur l'Inde. En 1839, le Royaume-Uni tente de s'en prémunir en envahissant l'Afghanistan, mais la Première Guerre anglo-afghane se termina par un désastre. Lorsque la Russie envahit la Roumanie ottomane en 1853, les peurs concernant un possible effondrement de l'Empire ottoman et une domination russe de la mer Méditerranée et du Moyen-Orient poussèrent le Royaume-Uni et la France à envahir la péninsule de Crimée pour détruire les capacités navales russes. La guerre de Crimée, qui fut le seul conflit mené par le Royaume-Uni contre une autre puissance impériale lors de la période de la Pax Britannica, fut une défaite sans appel pour la Russie. La situation restait cependant non résolue en Asie centrale et tandis que la Grande-Bretagne annexait le Baloutchistan en 1876, la Russie s'emparait du Kirghizistan, du Kazakhstan et du Turkménistan en 1877. Une guerre semblait inévitable, mais les deux pays parvinrent à un accord sur les sphères d'influence respectives dans la région en 1878 et les tensions restantes furent résolues par la signature de l'Entente anglo-russe de 1907.

### Du Cap au Caire

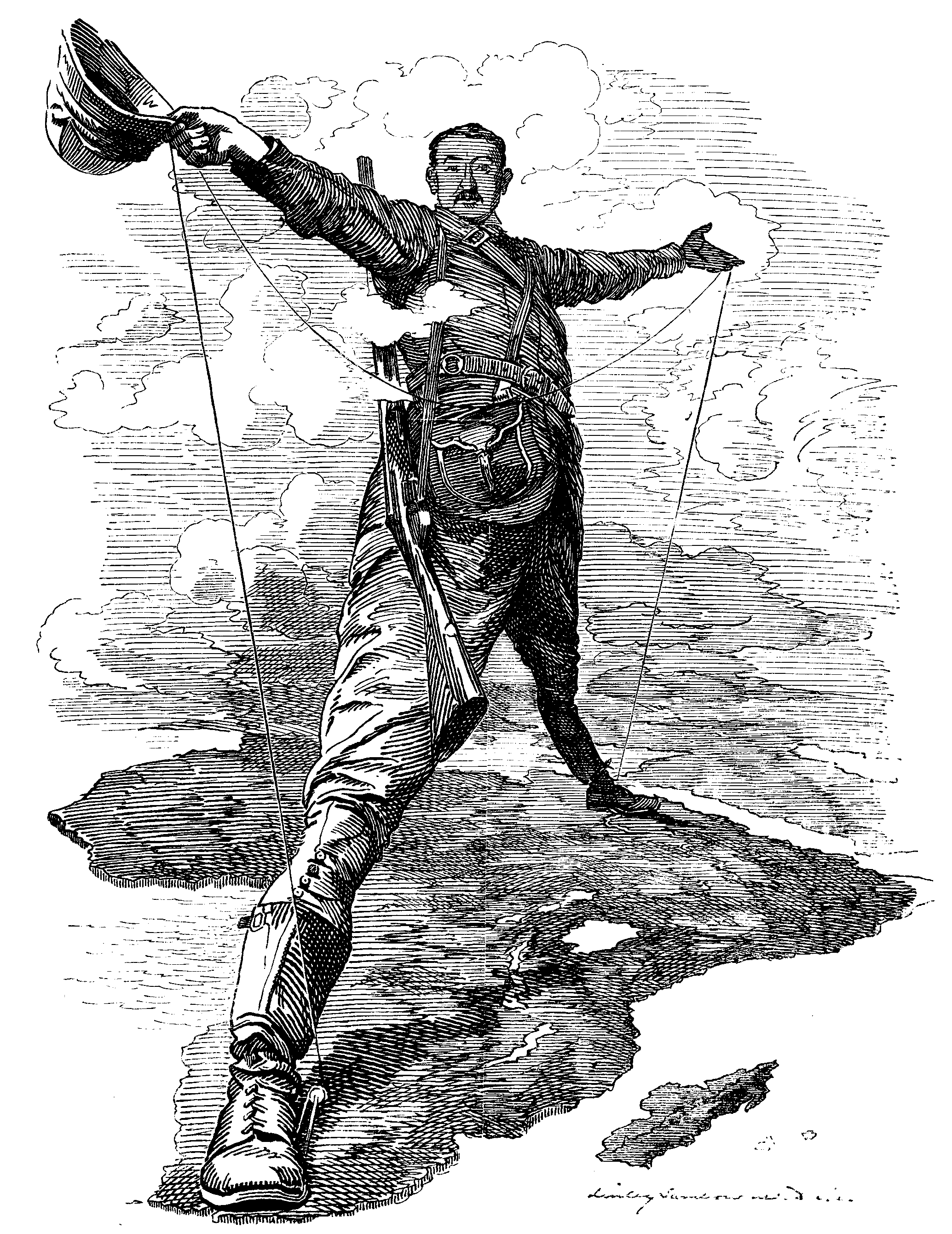
Le Colosse de Rhodes, une caricature de Cecil Rhodes annonçant les plans d’une ligne de télégraphe du Cap au Caire.

La Compagnie hollandaise des Indes orientales avait fondé la colonie du Cap à la pointe sud de l'Afrique, en 1652, comme station de relai pour les navires effectuant le voyage entre les Provinces-Unies et les Indes orientales néerlandaises. Le Royaume-Uni annexa formellement la colonie, et sa large population afrikaner (ou boer) en 1806 après l'avoir occupée en 1795 à la suite de l'invasion des Pays-Bas par la France. L'immigration britannique commença dans les années 1820 et mécontenta les Boers qui fondèrent des républiques indépendantes dans le nord à la suite du Grand Trek à la fin des années 1830. Au cours de leur migration, les voortrekkers s'opposèrent aux Britanniques, qui avait leur propre politique d'expansion coloniale en Afrique du Sud et avec les populations noires comme les nations basotho ou zoulou. Finalement les Boers fondèrent deux républiques viables : la république sud-africaine du Transvaal (1852-1902) et l'État libre d'Orange (1854-1902). En 1902, les Britanniques annexèrent les deux républiques à la suite de la Seconde Guerre des Boers de 1899-1902.
En 1869, le canal de Suez promu par Napoléon III fut ouvert et reliait la Méditerranée à l'océan Indien. Les Britanniques s'étaient initialement opposés à sa construction mais une fois ouvert sa valeur stratégique fut rapidement reconnue. En 1875, le Premier ministre britannique Benjamin Disraeli racheta les parts égyptiennes dans le canal pour 4 000 000 livres (210 millions de livres de 2011). Le contrôle financier anglo-français sur l'Égypte prit fin en 1882 avec l'occupation du pays par le Royaume-Uni après une guerre rapide. Les Français, majoritaires dans les parts du canal tentèrent d'affaiblir la position britannique mais un compromis est trouvé en 1888 avec la convention de Constantinople qui confirme la neutralité du canal.
Comme les activités coloniales des Français, des Belges et des Portugais dans le bassin du Congo entraînaient des tensions entre les différents pays, la conférence de Berlin de 1884 fut organisée pour réglementer la compétition dans ce qui fut appelé le « partage de l'Afrique ». Le partage continua jusque dans les années 1890 et poussa le Royaume-Uni à reconsidérer sa décision de se retirer du Soudan en 1885. Une force combinée anglo-égyptienne battit l'armée mahdiste en 1896 et repoussa une tentative française d'annexion de la région du Haut-Nil à Fachoda en 1898. Le Soudan devint un condominium anglo-égyptien, un protectorat conjoint dans le nom, mais une colonie britannique dans les faits.
Les acquisitions britanniques en Afrique orientale et australe poussèrent Cecil Rhodes, pionnier de l'expansion britannique à demander la création d'un chemin de fer Le Cap – Le Caire permettant une meilleure administration et un transport plus facile des ressources et des hommes entre les différentes colonies. En 1888, Rhodes et sa compagnie privée, la British South Africa Company, occupèrent et annexèrent des territoires qui furent baptisés en son honneur, la Rhodésie.

### Exploration de l'Ouest nord-américain
Le Royaume-Uni étendit également son empire jusqu'à la région Nord-Ouest Pacifique sur le continent nord-américain. Après l'établissement du District du Columbia et de l'Oregon Country qui servirent de zone de traite de fourrures, des colonies permanentes ont été établies dans la région en raison de la ruée vers l'or qui fut un véritable boom économique. La première colonie créée fut la colonie de l'île de Vancouver en 1846. Elle fut suivie par l'établissement de la colonie de la Colombie-Britannique en 1858, le Territoire du Nord-Ouest en 1859, le territoire Stikine en 1862, puis enfin par la colonie des Îles de la Reine-Charlotte en 1863. La colonie de Colombie-Britannique connut une rapide expansion de son territoire, en raison de l'absorption des Îles de la Reine-Charlotte et du territoire Stikine en 1863, puis de l'île de Vancouver en 1866.

### Colonisation des Caraïbes
Les colonies britanniques les plus importantes au XIXe siècle étaient la Jamaïque et la Barbade. Le Royaume-Uni profita des guerres napoléoniennes pour renforcer sa présence dans la région, en annexant plusieurs nouvelles colonies comme Trinidad et Sainte-Lucie. Les possessions néerlandaises de Berbice, Demerara et Essequibo sont aussi conquises et intégrées à la Guyane britannique en 1831. Outre quelques îles généralement de petites dimensions, Londres possédait aussi le Honduras britannique. L'économie était tributaire du travail des esclaves et les planteurs continuaient d'en importer afin de pallier les pertes et de soutenir le besoin grandissant de main-d’œuvre. Beaucoup de propriétaires de plantation préféraient vivre en Angleterre et la présence de Blancs était donc proportionnellement assez faible. En Jamaïque, il y avait un blanc pour dix esclaves et, en Guyane britannique, un blanc pour 20 esclaves. D'un point de vue économique les colonies des Britanniques connaissent une crise quant à la production sucrière. C'est dans ce contexte qu'est publié le Sugar Duties Act en 1846, uniformisant les frais de douane, qui accentua cette crise. L'immigration de main d’œuvre indienne permit une reprise économique.
Une insurrection de travailleurs noirs se déclencha en Jamaïque en 1865. Les autorités choisirent de répondre par la manière forte : l'état d'urgence est proclamé, plus de quatre cents personnes furent pendues ou fusillées, plus de six cents furent flagellées (cent coups de fouet pour les hommes et trente pour les femmes ; la corde était alors bardée de fil de fer) et un millier de maisons furent incendiées).

### Indépendance des colonies blanches

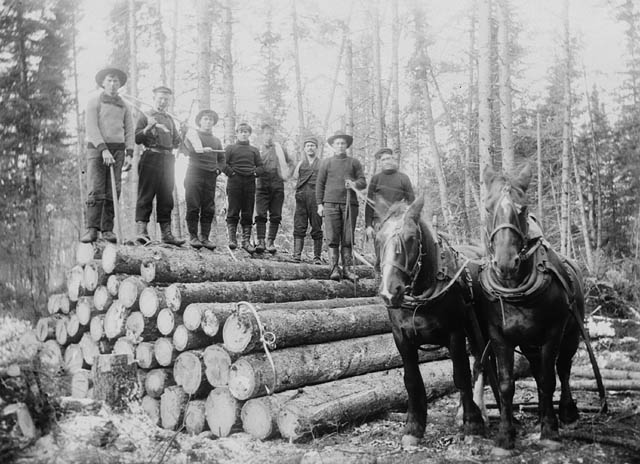
L'exploitation forestière était une des principales industries canadiennes en termes d'emploi, ici en Ontario aux environs de 1900

À partir du XIXe siècle, il y eut un contraste grandissant entre les statuts des colonies blanches et les autres. Tandis que la domination britannique se caractérisait par un régime autocratique et militaire dans ces dernières, les colonies blanches obtinrent graduellement une forme d'autonomie.

Un drapeau de l'Empire britannique combinant les armoiries des dominions pour représenter leur importance croissante

Le chemin de l'émancipation pour les colonies blanches commença en 1839 avec le rapport Durham qui proposait l'unification et l'autonomie du Haut-Canada et du Bas-Canada comme solution aux tensions politiques. Ainsi l'Acte d'Union de 1840 créait la province du Canada, ou plus simplement la colonie du Canada-Uni. Le gouvernement responsable fut accordé à la Nouvelle-Écosse en 1848 avant d'être étendu aux autres colonies britanniques de l'Amérique du Nord. Avec la signature de la Loi constitutionnelle de 1867 par le Parlement du Royaume-Uni, le Haut et le Bas-Canada, la Nouvelle-Écosse et le Nouveau-Brunswick étaient intégrés au sein du dominion du Canada, un pays possédant une indépendance totale à l'exception de la diplomatie. De même, le Commonwealth d'Australie est créé en 1901 et la Nouvelle-Zélande et l'Afrique du Sud deviennent des dominions respectivement en 1907 et 1910.
Les dernières décennies du XIXe siècle voient le développement de mouvements populaires en faveur de la Home Rule en Irlande. L'Irlande avait été intégrée au sein du Royaume-Uni de Grande-Bretagne et d'Irlande par l'Acte d'Union de 1800 à la suite de la Rébellion irlandaise de 1798. L'impérialisme britannique a été l'une des causes de la famine qui frappa l'île entre 1845 et 1852. La Home Rule était soutenue par le Premier ministre britannique William Gladstone qui espérait que l'Irlande pourrait suivre l'exemple du Canada et devenir un dominion au sein de l'Empire, mais sa proposition de loi fut rejetée par le parlement en 1886, car de nombreux parlementaires craignaient qu'une Irlande autonome ne soit une menace pour la sécurité de la Grande-Bretagne ou ne marque le début de la dislocation de l'Empire. Une loi similaire fut également rejetée en 1893 pour les mêmes raisons. La Home Rule fut finalement acceptée en 1914, mais sa non-application en raison du déclenchement de la Première Guerre mondiale fut l'une des causes de l'insurrection de Pâques 1916.

## Guerres mondiales (1914-1945)
Au début du XXe siècle, l'idée selon laquelle le Royaume-Uni ne sera bientôt plus capable de défendre la métropole et l'intégralité de son empire tout en maintenant la politique de « splendide isolement » gagna du terrain. L'Allemagne se développait rapidement à la fois sur le plan militaire et industriel et était considérée comme le probable adversaire lors d'une future guerre. De plus, le Royaume-Uni se sentait menacé par la marine allemande qui bien qu'inférieure en tonnage n'avait pas à défendre un immense empire colonial. Par conséquent, la Grande-Bretagne forma une alliance avec le Japon en 1902 et avec ses anciens ennemis, la France et la Russie respectivement en 1904 et 1907.

### Première Guerre mondiale

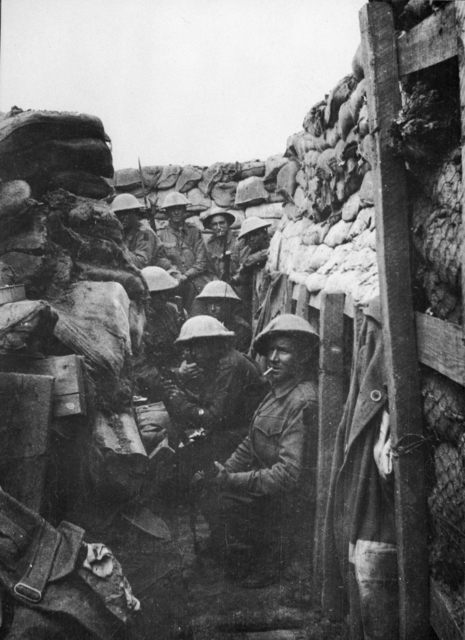
Soldats australiens lors de la bataille de Fromelles le 19 juillet 1916.

Les craintes britanniques se réalisèrent lors du déclenchement de la Première Guerre mondiale en 1914. La déclaration de guerre de 1914 enclencha automatiquement celle de toutes les colonies et des dominions qui apportèrent un soutien financier et militaire inestimable au Royaume-Uni. Plus de 2,5 millions d'hommes servirent dans les armées des dominions et des colonies de l'Empire. Les colonies allemandes en Afrique furent rapidement occupées et la Nouvelle-Guinée allemande fut occupée par les forces australiennes et néo-zélandaises. La contribution des soldats australiens, néo-zélandais et terre-neuviens lors de la bataille des Dardanelles contre l'Empire ottoman eut un impact considérable dans leur pays d'origine et initia la transition de l'Australie et de la Nouvelle-Zélande vers l'indépendance complète. Ces pays commémorent la bataille à l'occasion de la Journée de l'ANZAC chaque 25 avril. La bataille de la crête de Vimy eut le même impact au Canada. L'importante contribution des dominions à l'effort de guerre fut reconnue en 1917 par le Premier ministre David Lloyd George lorsqu'il invita les Premiers ministres de chaque dominion à rejoindre le cabinet de guerre impérial pour définir la stratégie militaire de l'Empire.
Après le traité de Versailles de 1919, l'Empire atteignit son extension maximale avec l'acquisition de 4 700 000 km2 habités par treize millions de personnes. Les colonies allemandes et les territoires de l'Empire ottoman furent répartis entre les Alliés de la Première Guerre mondiale en tant que mandats de la Société des Nations. Au Moyen-Orient, le Royaume-Uni obtint le contrôle de la Palestine mandataire et de l'Irak, comme l'avait proposé la commission de Bunsen et prévu l'accord Sykes-Picot. En Afrique, il prend le contrôle du Cameroun britannique, du Tanganyika et du Togoland britannique. Les dominions obtinrent également leurs propres mandats : le Sud-Ouest africain (actuelle Namibie) fut accordé à l'Union d'Afrique du Sud, l'Australie obtint la Nouvelle-Guinée allemande et la Nouvelle-Zélande reçut les Samoa occidentales. Nauru fut placé sous un mandat conjoint du Royaume-Uni et des deux dominions du Pacifique.

### Entre-deux-guerres

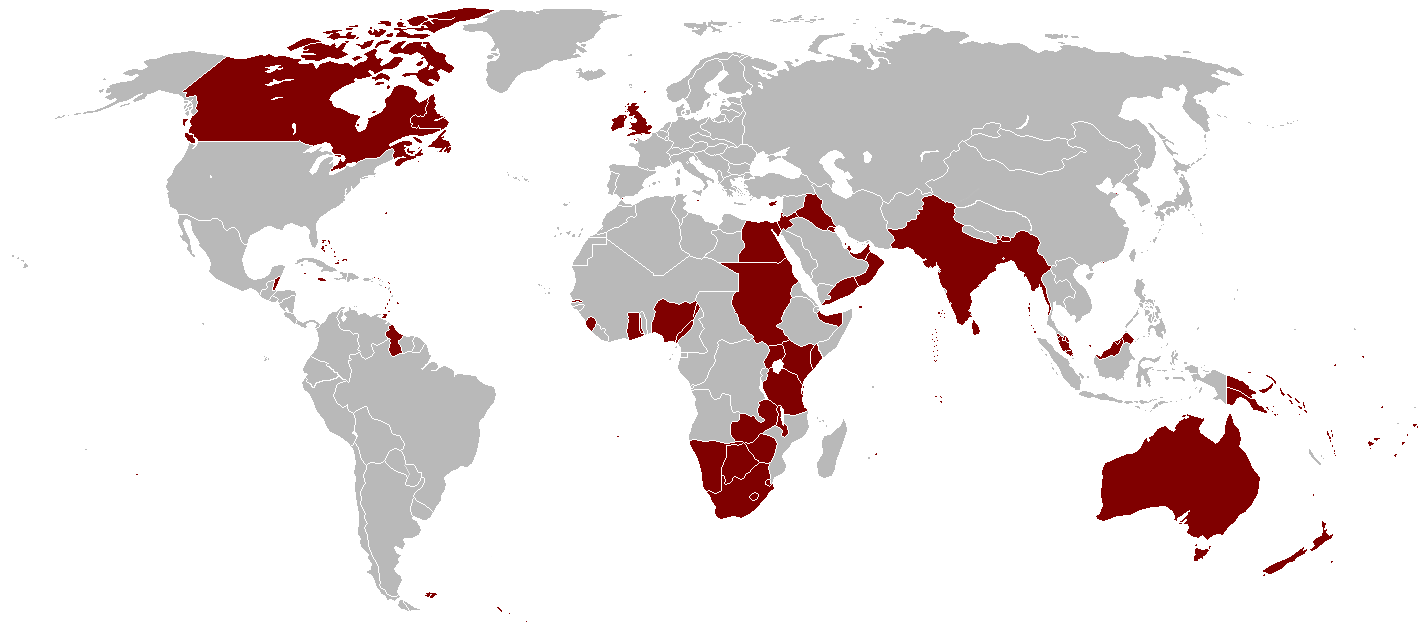
L'Empire britannique en 1921.

Le nouvel ordre mondial qui émergea de la guerre, marqué par la montée en puissance des États-Unis et du Japon et par les mouvements indépendantistes en Inde et en Irlande, entraîna un réalignement important de la politique impériale du Royaume-Uni. Forcée de choisir entre un alignement avec les États-Unis ou avec le Japon, la Grande-Bretagne décida de ne pas renouveler son alliance avec le Japon et signa le traité de Washington de 1922 où elle accepte la parité navale avec les États-Unis. Cette décision entraîna de nombreux débats dans le Royaume-Uni durant les années 1930 après la prise de pouvoir au Japon et en Allemagne de gouvernements militaristes du fait en partie de la Grande Dépression, car on craignait que l'Empire ne puisse pas survivre à une attaque simultanée des deux nations. Bien que la sécurité de l'Empire soit une source d'inquiétude permanente en Grande-Bretagne, l'Empire était vital pour l'économie britannique.
En 1919, les frustrations causées par le retard dans l'application de la Home Rule poussèrent les membres du Sinn Féin, un parti indépendantiste qui avait remporté la majorité des votes irlandais lors des élections parlementaires, à proclamer l'indépendance de l'Irlande. L'Irish Republican Army lança simultanément une guerre de guérilla contre l'administration britannique. La guerre d'indépendance irlandaise se termina en 1921 par le traité anglo-irlandais qui créait l'État libre d'Irlande sous la forme d'un dominion avec une large autonomie, mais constitutionnellement lié à la Couronne britannique. L'Irlande du Nord, formée par 6 des 32 comtés d'Irlande choisit de rester au sein du Royaume-Uni.

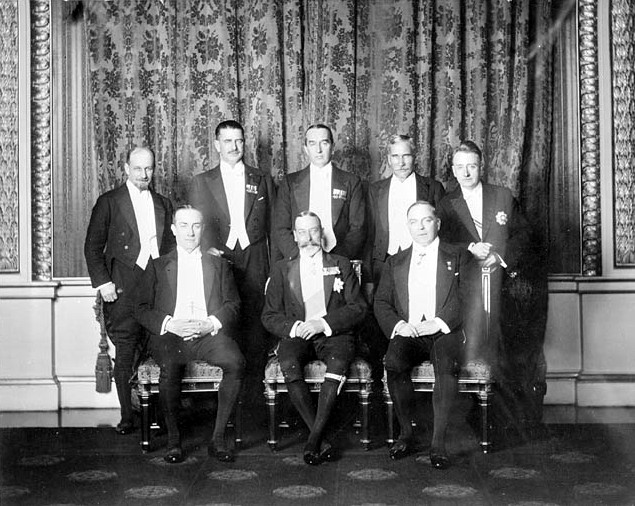
Le roi George V avec les Premiers ministres des dominions et de Grande-Bretagne lors de la conférence impériale de 1926.

Une lutte similaire commença en Inde, car le Government of India Act de 1919 ne satisfaisait pas les demandes d'autonomie du mouvement pour l'indépendance de l'Inde. Des inquiétudes concernant des complots communistes ou étrangers à la suite de la conspiration de Ghadar entraînèrent le maintien des lois d'exception mises en place durant la guerre, ce qui aggrava les tensions particulièrement dans le Pendjab où les mesures répressives culminèrent avec le massacre d'Amritsar. L'opinion britannique était divisée sur l'événement entre ceux qui considéraient qu'il avait évité l'anarchie en Inde et ceux qui n'approuvaient pas cette violence. Le mouvement de non-coopération est arrêté en mars 1922 par crainte de débordements et le mécontentement continua de mûrir durant les vingt-cinq années suivantes.
En 1922, l'Égypte, qui avait été déclarée protectorat britannique au début de la Première Guerre mondiale, fut déclarée indépendante ; le sultanat d'Égypte devint Royaume d'Égypte. Toutefois le pays est maintenu sous forte influence britannique jusqu'en 1954. L'Armée de terre britannique restait stationnée en Égypte jusqu'à la signature du traité anglo-égyptien de 1936 après lequel les troupes se retirèrent, mais continuèrent d'occuper le canal de Suez. L'Irak, un mandat britannique depuis 1920, accéda à l'indépendance en 1932.
La capacité des dominions à gérer leur diplomatie indépendamment de la Grande-Bretagne fut reconnue lors de la conférence impériale de 1923. La demande d'assistance militaire britannique aux dominions après l'Affaire Chanak fut rejetée par l'Afrique du Sud et le Canada et ce dernier refusera d'être associé au traité de Lausanne de 1923,. Sous la pression de l'Irlande et de l'Afrique du Sud, la conférence impériale de 1926 publia la déclaration Balfour qui reconnaissait que les dominions sont « des communautés autonomes au sein de l’Empire britannique, de statut égal, aucunement subordonnés les unes aux autres » au sein d'un « Commonwealth britannique des Nations ». Cette déclaration fut renforcée par le Statut de Westminster de 1931 qui reconnaissait une souveraineté totale des dominions. Face à des difficultés financières lors de la Grande Dépression, Terre-Neuve remit volontairement sa gouvernance en 1934 et fut gouvernée directement depuis Londres jusqu'en 1949. L'Irlande se détacha un peu plus du Royaume-Uni en introduisant une nouvelle constitution en 1937 qui faisait d'elle une république, même si le mot n'était pas utilisé dans le document.
Dans la colonie britannique de Chypre, les troubles naissent rapidement après l'annexion de l'île par le Royaume-Uni ; les chypriotes demandent en effet le rattachement à la Grèce depuis 1821,,. Face à l'absence d'avancées dans ce projet, ils se révoltent en 1931 et échouent, écrasés par les troupes britanniques - ce qui ouvre une période de contrôle autocratique connue sous le nom de Palmérocratie.

### Seconde Guerre mondiale

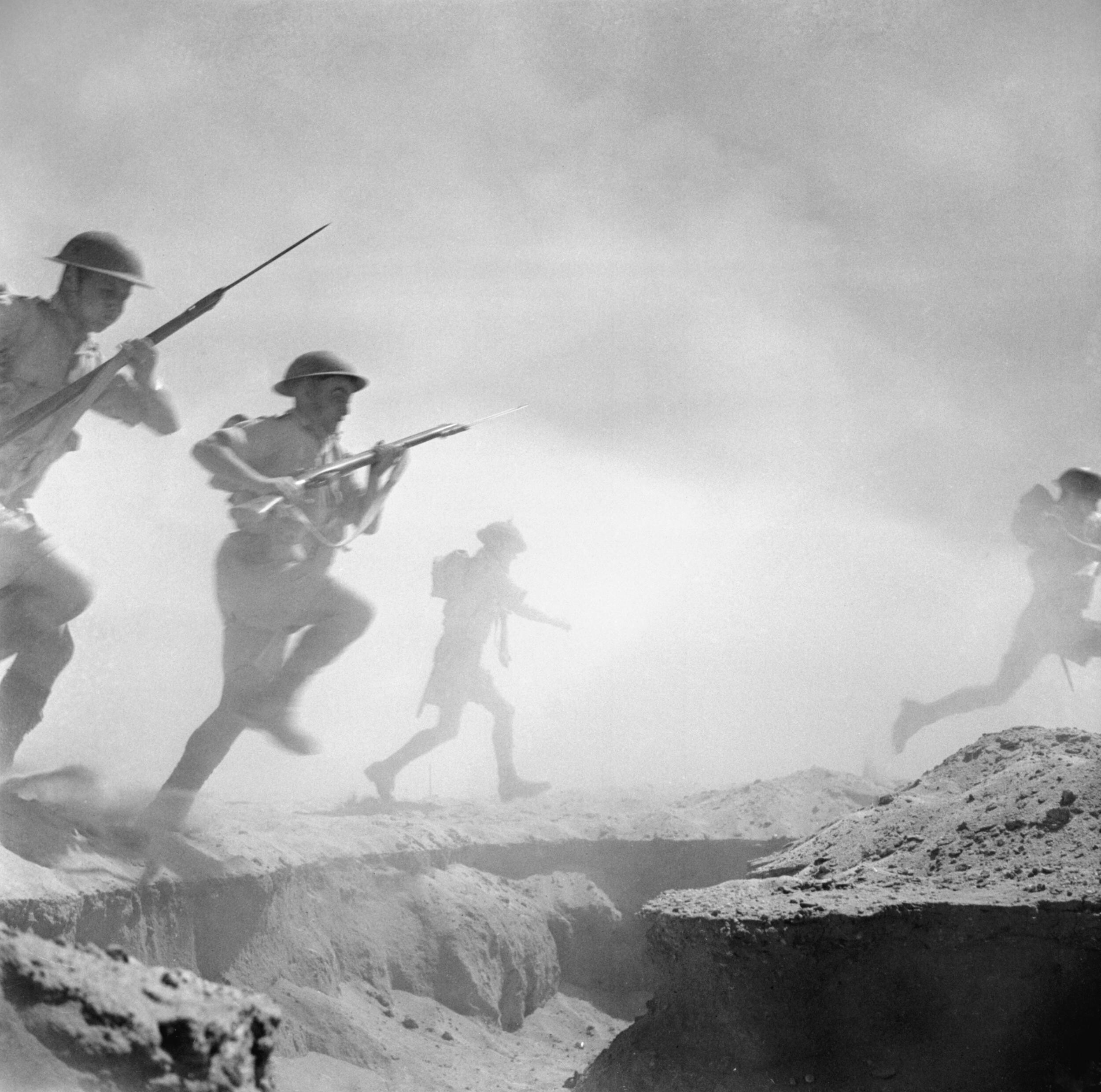
La VIIIe armée britannique était composée par des unités de tout l'Empire et combattit lors de la guerre du désert et durant la campagne d'Italie.

La déclaration de guerre du Royaume-Uni contre l'Allemagne nazie impliqua immédiatement celle des colonies de la Couronne et de l'Inde, mais pas celles des dominions. L'Australie, le Canada, la Nouvelle-Zélande et l'Afrique du Sud déclarèrent rapidement la guerre à l'Allemagne, mais l'Irlande choisit de rester neutre tout au long du conflit. Après la défaite de la France en 1940, le Royaume-Uni et l'Empire furent les seuls adversaires de l'Allemagne jusqu'à l'entrée en guerre de l'Union soviétique en 1941. Le Premier ministre britannique Winston Churchill obtint l'aide militaire des États-Unis, mais le Congrès des États-Unis isolationniste refusait d'entrer en guerre. En août 1941, Churchill et Roosevelt signèrent la Charte de l'Atlantique qui incluait le principe du « droit des peuples à choisir la forme du gouvernement sous laquelle ils souhaitent vivre ». L'expression était ambiguë, car elle pouvait faire référence aux pays européens envahis par l'Allemagne ou aux peuples colonisés par les nations européennes et elle sera par la suite interprétée différemment par les Britanniques, les Américains et les mouvements nationalistes,.
En décembre 1941, le Japon déclencha une série d'offensives simultanées contre la base américaine de Pearl Harbor et les possessions britanniques de Hong Kong et de Malaisie. Le Japon était devenu la puissance dominante en Asie après sa victoire contre la Chine en 1895 et envisageait la mise en place de la sphère de coprospérité de la grande Asie orientale sous sa domination. Les attaques japonaises eurent un impact immédiat et sur le long terme sur l'Empire britannique. La réaction de Churchill à l'entrée en guerre des États-Unis dans le conflit était que la Grande-Bretagne était assurée de la victoire et que le futur de l'Empire était sauf, mais l'effondrement de la puissance militaire britannique dans les colonies asiatiques altéra irréversiblement le prestige britannique son image de puissance impériale,. Le fait que le Royaume-Uni n'apparaisse pas capable de défendre la totalité de son empire poussa l'Australie et la Nouvelle-Zélande, menacées par le Japon, à se rapprocher des États-Unis. Ce rapprochement aboutit après la guerre à la formation de l'ANZUS en 1951 entre ces trois pays.

## Décolonisation et déclin (1945-1997)
Bien que le Royaume-Uni et l'Empire fissent partie des vainqueurs de la guerre, les effets du conflit furent profonds à la fois en métropole et en outre-mer. La plus grande partie de l'Europe, qui avait dominé le monde durant plusieurs siècles, était en ruine et était occupée par les armées des États-Unis et de l'Union soviétique, les deux nouvelles puissances mondiales. La Grande-Bretagne était virtuellement en faillite et n'évita le défaut de paiement que grâce à un prêt de 39 milliards de livres sterling des États-Unis dont le remboursement final ne fut réalisé qu'en 2006.
Au même moment, les mouvements anticoloniaux se développaient dans les colonies européennes. La situation était compliquée par la montée de la guerre froide entre les États-Unis et l'Union soviétique. En principe les deux nations étaient opposées au colonialisme européen. En pratique, cependant, l'anticommunisme américain prévalait sur l'anti-impérialisme et les États-Unis soutinrent l'existence de l'Empire britannique qui permettait de juguler l'expansion du communisme.
Le « wind of change » signifiait néanmoins que les jours de l'Empire britannique étaient comptés et dans l'ensemble, le Royaume-Uni adopta une politique de désengagement pacifique de ses colonies une fois qu'un gouvernement stable et non communiste pouvait prendre le relais. Entre 1945 et 1965, le nombre de personnes assujetties à la Couronne sans vivre au Royaume-Uni passa de sept cents millions à cinq millions, trois millions d'entre eux résidant à Hong Kong.

### Désengagement initial
Le parti travailliste mené par Clement Attlee qui arriva au pouvoir après les élections de 1945 était partisan de la décolonisation et il dut gérer la crise la plus pressante de l'Empire, l'indépendance de l'Inde. Les deux mouvements indépendantistes indiens, le Congrès national indien et la Ligue musulmane, avaient fait campagne pour l'indépendance durant des décennies, mais étaient divisés sur la manière de la réaliser. Le Congrès était en faveur d'un État indien unifié et laïc tandis que la Ligue, inquiète d'une domination de la majorité hindoue, désirait la création d'un État islamique séparé dans les régions à majorité musulmane. La multiplication des violences et la mutinerie de la marine indienne en 1946 poussèrent l'administration Atlee à promettre l'indépendance au plus tard en 1948. Lorsque l'urgence de la situation et le risque de guerre civile devinrent évidents, le nouveau (et dernier) vice-roi des Indes, Louis Mountbatten, avança la date au 15 août 1947. Les frontières tracées par les Britanniques pour diviser l'Inde en deux régions musulmanes et hindoues laissèrent des dizaines de millions de personnes en tant que minorité dans les nouveaux États indépendants de l'Inde et du Pakistan. Les violences qui accompagnèrent l'exode de ces minorités coûtèrent la vie à des centaines de milliers de personnes. La Birmanie et Ceylan, qui étaient administrés en tant que provinces du Raj britannique obtinrent leur indépendance en 1948. L'Inde, le Pakistan et Ceylan devinrent membres du Commonwealth, mais la Birmanie choisit de ne pas le rejoindre.
La période coloniale représente pour l'Inde un fort déclin économique, en comparaison du reste du monde : d'après les statistiques réalisées par l’historien britannique Angus Maddison, la part de l'Inde dans la richesse mondiale est tombée de 22,6 % en 1700 à 3,8 % en 1952.
La Palestine mandataire, où une majorité arabe vivait au côté d'une minorité juive, posait aux Britanniques le même problème que l'Inde. La situation était compliquée par l'arrivée de nombreux juifs cherchant refuge en Palestine à la suite de la Shoah durant la Seconde Guerre mondiale. Plutôt que de gérer le problème, la Grande-Bretagne annonça en 1947 qu'elle se retirerait en 1948 et laisserait les Nations unies confrontées à la situation. La partition de la Palestine entre deux États juif et arabe fut votée par l'ONU en 1948 et déclencha immédiatement un conflit entre les deux communautés qui n'est toujours pas résolu aujourd'hui.
À la suite de la défaite du Japon lors de la Seconde Guerre mondiale, les mouvements de résistance anti-japonais en Malaisie se retournèrent contre les Britanniques qui avaient rapidement repris le contrôle de la colonie riche en caoutchouc et en étain. Le fait que l'insurrection était principalement menée par des communistes chinois signifiait que les tentatives britanniques pour l'écraser étaient soutenues par la majorité musulmane qui comprenait qu'elle n'obtiendrait son indépendance qu'avec la défaite des communistes. L'insurrection malaise commença en 1948 et dura jusqu'en 1960, mais en 1957, le Royaume-Uni accorda l'indépendance à la fédération de Malaisie au sein du Commonwealth. En 1963, les onze États de la Fédération ainsi que Singapour, Sarawak et Bornéo du Nord se rassemblèrent pour former la Malaisie, mais Singapour, à majorité chinoise, quitta l'union en 1965 à la suite d'incidents entre les populations chinoise et malaise. Brunei, qui était un protectorat britannique depuis 1888, refusa de participer à l'union et conserva son statut jusqu'à son indépendance en 1984.
Au Kenya, la rébellion Mau Mau combat la loi coloniale britannique d'octobre 1952 à décembre 1959. L’administration britannique fit alors participer de plus en plus des Africains aux processus gouvernementaux, afin de couper les rebelles de leur soutien. Les premières élections directes pour Africains au Conseil législatif eurent lieu en 1957. La guerre s’achève avec 100 000 morts côté africain et 320 000 détenus dans des camps, dont plus d'un millier seront exécutés et des milliers d'autres torturés.

### Suez et ses conséquences

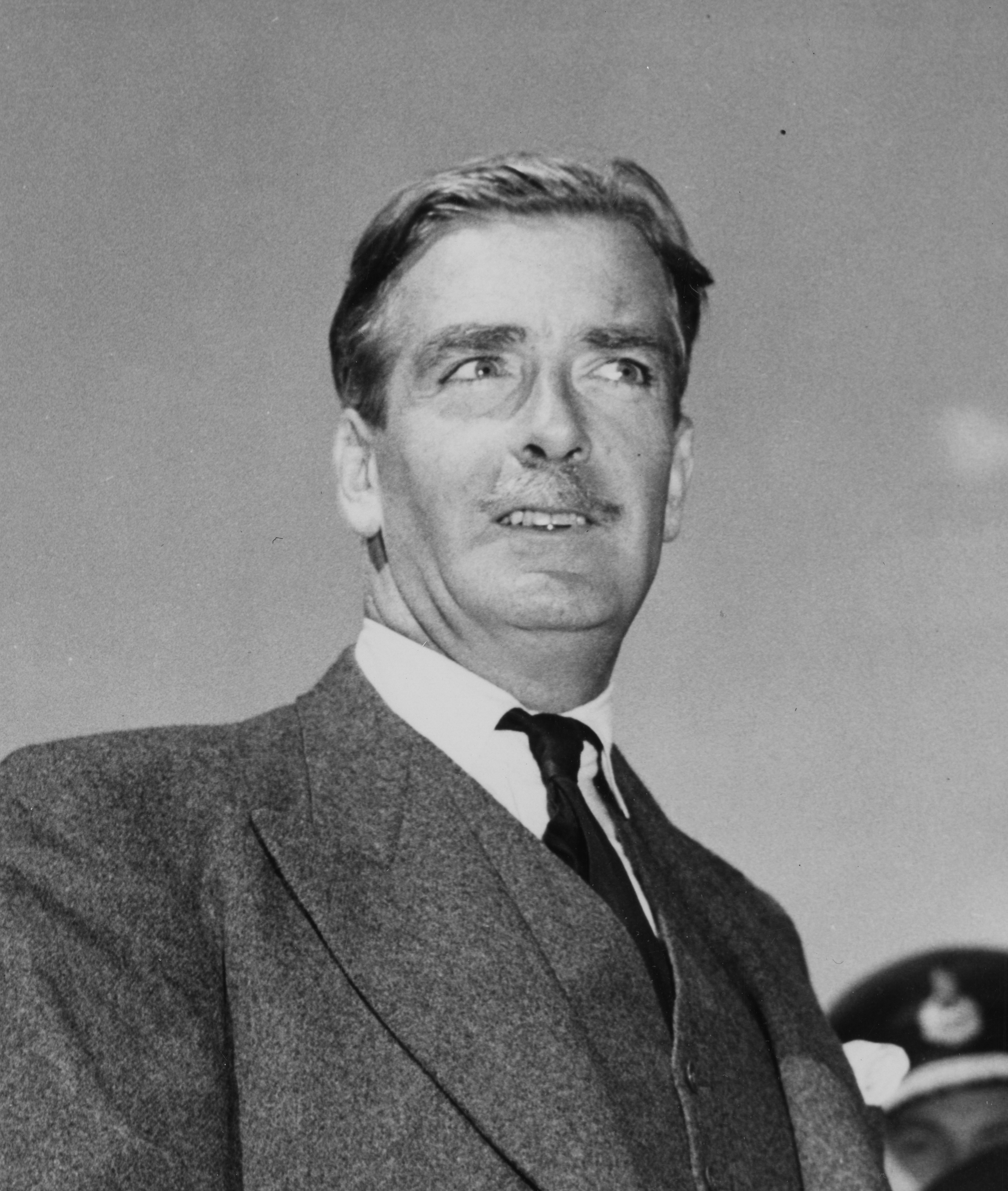
Anthony Eden, Premier ministre britannique décida d'envahir l'Égypte durant la crise de Suez. Cela marqua la fin de sa carrière politique et exposa à la face du monde la faiblesse de la puissance impériale.

En 1951, le parti conservateur mené par Churchill revint au pouvoir en Grande-Bretagne. Churchill et les conservateurs considéraient que la position du Royaume-Uni en tant que puissance mondiale reposait sur l'existence de l'Empire et le contrôle du canal de Suez permettait de conserver une position dominante dans le Moyen-Orient en dépit de la perte de l'Inde. Cependant, Churchill ne pouvait ignorer la nouvelle politique égyptienne menée par Gamal Abdel Nasser qui avait pris le pouvoir en 1952 et l'année suivante il fut convenu que les troupes britanniques se retireraient du canal de Suez et que le Soudan aurait accès à l'autodétermination en 1955. De fait, le Soudan devint indépendant le 1er janvier 1956.
En juillet 1956, Nasser décida unilatéralement de nationaliser le canal de Suez. La réponse d'Anthony Eden, qui avait succédé à Winston Churchill au poste de Premier ministre, fut de comploter avec la France pour organiser une attaque israélienne de l'Égypte qui donnerait à la Grande-Bretagne et à la France un prétexte pour intervenir et reprendre le contrôle du canal. Le président américain Dwight D. Eisenhower était furieux de ne pas avoir été consulté et refusa de soutenir l'intervention d'autant plus que l'Union soviétique menaçait d'intervenir en cas de prolongation des hostilités. Eisenhower lança une attaque monétaire contre la livre sterling qui provoqua l'effondrement de la monnaie britannique. Bien que l'invasion ait été un succès, l'intervention de l'ONU et les pressions américaines forcèrent le Royaume-Uni à un retrait humiliant de ses forces et Eden démissionna,.
La crise de Suez exposait publiquement la faiblesse du Royaume-Uni et sa perte de puissance, démontrant que dorénavant il ne pourrait plus agir sans au moins l'accord des États-Unis,,. Les événements de Suez atteignirent la fierté nationale et poussèrent un député à parler de « Waterloo britannique » et un autre suggéra que le pays était devenu un « État satellite des États-Unis ». Le Royaume-Uni ne sortit du « syndrome de Suez » comme l'appela Margaret Thatcher que lors de sa victoire sur l'Argentine lors de la guerre des Malouines en 1982.
Si la crise de Suez affaiblit la puissance britannique dans le Moyen-Orient, elle ne disparut pas pour autant. Le Royaume-Uni déploya à nouveau ses forces dans la région en intervenant à Oman (1957), en Jordanie (1958) et au Koweït (1961) avec néanmoins le soutien américain car la politique étrangère du nouveau Premier ministre Harold Macmillan était de s'aligner fermement sur celle des États-Unis. La Grande-Bretagne maintint une présence dans le Moyen-Orient durant une décennie et ne se retira d'Aden et de Bahreïn que respectivement en 1967 et en 1971.

### Wind of change
Macmillan donna un discours au Cap en Afrique du Sud en février 1960 dans lequel il déclara que « le vent du changement soufflait sur ce continent ». Macmillan souhaitait éviter de mener le Royaume-Uni dans le type de guerre coloniale que menait la France en Algérie et sous son mandat, la décolonisation se fit rapidement. Aux trois colonies qui avaient obtenu leur indépendance dans les années 1950, le Soudan, la Côte-de-l'Or et la Malaisie furent ajoutés près de trente nouveaux États dans les années 1960.

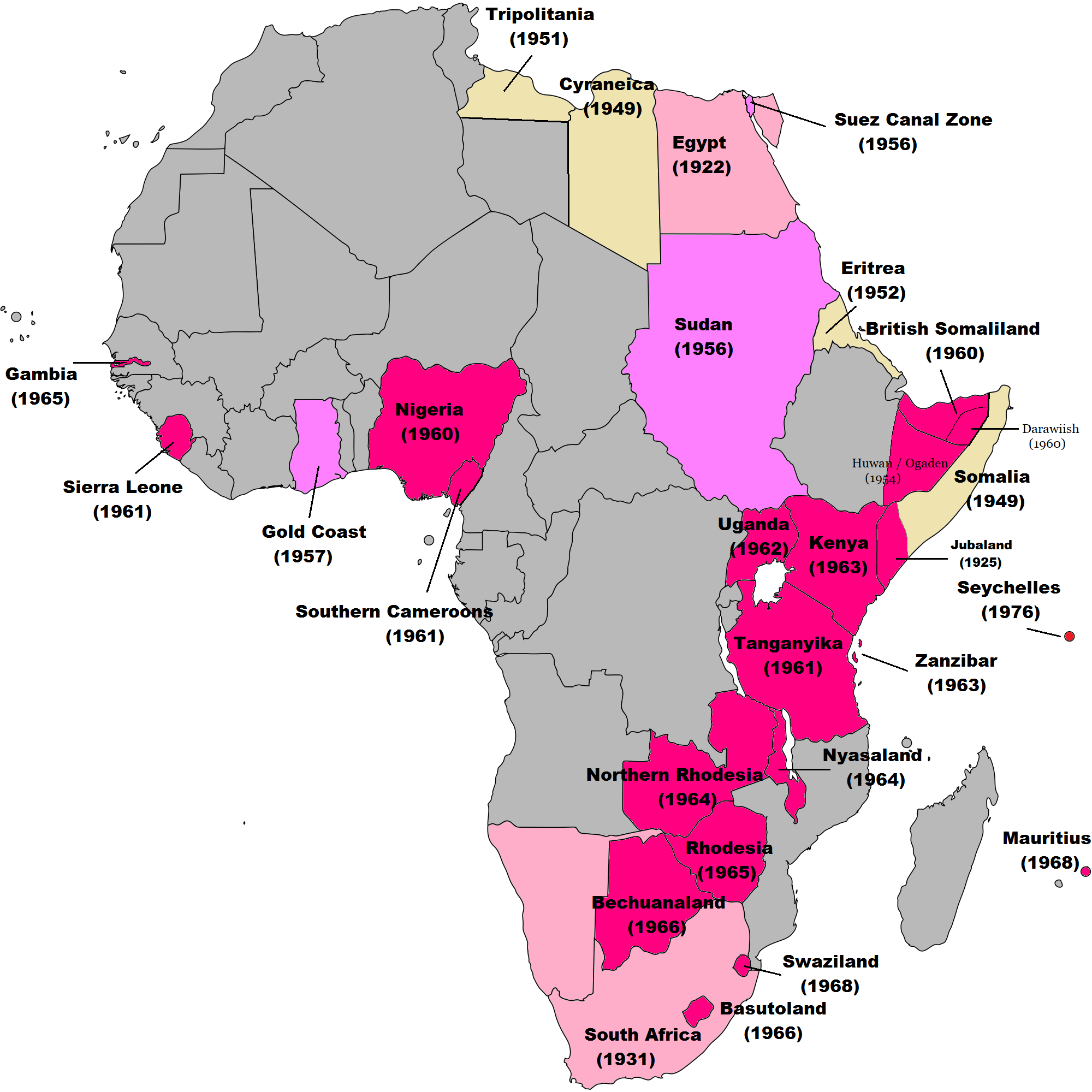
Décolonisation britannique en Afrique. À la fin des années 1960, tous les territoires à l'exception de la Rhodésie et du mandat sud-africain sur l'actuelle Namibie avaient obtenu leur indépendance.

Les dernières colonies britanniques en Afrique, à l'exception de la Rhodésie du Sud, devinrent toutes indépendantes avant 1968. Le retrait britannique dans le Sud et l'Est de l'Afrique fut compliqué par la présence de populations blanches, particulièrement en Rhodésie où les tensions raciales menèrent le Premier ministre Ian Smith à proclamer unilatéralement son indépendance en 1965. La Rhodésie resta dans un état de guerre civile entre les populations noires et blanches jusqu'aux accords de Lancaster House en 1979. Cet accord ramena temporairement la Rhodésie au statut de colonie britannique le temps que des élections puissent être organisées. Les élections de 1980 furent remportées par Robert Mugabe qui devint le Premier ministre du Zimbabwe.
En Méditerranée, une guerre de guérilla menée par les Chypriotes grecs de l'EOKA aboutit en 1960 à l'indépendance de Chypre, mais le Royaume-Uni conserva ses bases militaires d'Akrotiri et de Dhekelia. Malte obtint son indépendance en 1964 même si l'idée d'une intégration au sein du Royaume-Uni avait été soulevée en 1955.
La plupart des territoires britanniques dans les Caraïbes parvinrent à l'indépendance après le départ en 1961 et en 1962 de la Jamaïque et de Trinidad de la fédération des Indes occidentales établie en 1958 pour unir les colonies britanniques sous un seul gouvernement, mais qui ne survécut pas au départ de ses deux plus importants membres. La Barbade obtint son indépendance en 1966 et les îles des Caraïbes orientales firent de même dans les années 1970 et 1980 néanmoins, Anguilla et les Îles Turks-et-Caïcos choisirent de revenir sous contrôle britannique. Les îles Vierges britanniques, les îles Caïmans et Montserrat conservèrent des liens étroits avec le Royaume-Uni. Le Guyana accéda à l'indépendance en 1966. La dernière colonie britannique sur le continent américain, le Honduras britannique devint autonome en 1964, fut renommé Bélize en 1973 et devint indépendant en 1981.
Les territoires britanniques dans le Pacifique accédèrent à l'indépendance entre 1970 (Fidji) et 1980 (Vanuatu), cette dernière indépendance ayant été retardée par des tensions politiques entre les communautés anglophones et francophones du fait du condominium avec la France. Les Fidji, Tuvalu, les îles Salomon et la Papouasie-Nouvelle-Guinée choisirent de devenir des royaumes du Commonwealth.

### Fin de l'Empire
L'accession à l'indépendance de la Rhodésie (en tant que Zimbabwe) et des Nouvelles-Hébrides (en tant que Vanuatu) en 1980 et du Belize en 1981 marquait, en dehors de quelques îles, la fin du processus de décolonisation commencé après la Seconde Guerre mondiale. En 1982, le Royaume-Uni prouva sa détermination à défendre ses derniers territoires outre-mer lorsque l'Argentine envahit les îles Malouines dont la souveraineté était disputée depuis l'époque de l'Empire espagnol. La victoire britannique fut considérée comme ayant contribué à ramener le Royaume-Uni au rang des puissances mondiales. La même année, le Canada coupa ses derniers liens constitutionnels avec le Royaume-Uni en rapatriant la constitution canadienne du Royaume-Uni. La Loi de 1982 sur le Canada votée par le Parlement britannique mettait fin au besoin de consulter le Royaume-Uni en cas de modification de la Constitution canadienne. Des lois similaires furent votées pour l'Australie et la Nouvelle-Zélande en 1986.
En septembre 1982, la Première ministre Margaret Thatcher se rendit à Pékin pour statuer sur l'avenir du plus important et du plus peuplé des territoires britanniques d'outre-mer : Hong Kong. Selon les termes du traité de Nankin de 1842, l'île de Hong Kong était cédée « à perpétuité » au Royaume-Uni, mais la majeure partie de la colonie était constituée par les Nouveaux Territoires qui avaient été acquis en 1898 pour une durée de 99 ans,. Margaret Thatcher, voyant des similitudes avec les îles Malouines, songea initialement à garder Hong Kong et à proposer une administration conjointe avec la Chine, mais cette dernière refusa. Un accord fut trouvé en 1984 et selon les termes de la déclaration commune sino-britannique sur la question de Hong Kong, Hong Kong deviendrait une région administrative spéciale et conserverait ce mode d'administration durant au moins 50 ans. La rétrocession de Hong Kong en 1997 marquait pour beaucoup la « fin de l'Empire »,.

## Héritage
La Grande-Bretagne conserve la souveraineté sur quatorze territoires situés en dehors des îles Britanniques et qui furent renommés territoires britanniques d'outre-mer en 2002. Certains sont inhabités en dehors de personnels scientifiques ou militaires ; les autres sont autonomes à des degrés divers et délèguent la défense et la diplomatie au Royaume-Uni. Le gouvernement britannique a annoncé sa volonté d'assister tout territoire d'outre-mer qui voudrait accéder à l'indépendance. Cette souveraineté britannique est parfois disputée. Ainsi Gibraltar est revendiqué par l'Espagne, les îles Malouines, la Géorgie du Sud-et-les îles Sandwich du Sud par l'Argentine et le Territoire britannique de l'océan Indien par Maurice et les Seychelles. Le Territoire antarctique britannique est revendiqué à la fois par l'Argentine et par le Chili tandis que certains pays ne reconnaissent aucune revendication territoriale sur l'Antarctique.

Carte des territoires britanniques d'outre-mer.

La plupart des anciennes colonies britanniques font partie du Commonwealth of Nations, une association libre de 56 membres égaux. Quinze pays membres du Commonwealth continuent de considérer le monarque britannique (qui est également le chef du Commonwealth) comme leur chef d'État et sont désignés par le terme de royaumes du Commonwealth.
Des décennies et parfois des siècles d'émigration et de contrôle britannique ont laissé leur marque sur les nations indépendantes qui faisaient partie de l'Empire britannique. Ce dernier introduisit l'usage de l'anglais dans de nombreuses régions du monde. Aujourd'hui, l'anglais est la langue maternelle de quatre cents millions de personnes. La langue anglaise est parlée par plus d'un milliard de personnes. L'expansion de l'anglais dans la deuxième moitié du XXe siècle fut aidée par l'influence culturelle des États-Unis, qui sont en partie composés de treize anciennes colonies britanniques. Le régime parlementaire britannique a servi de modèle pour de nombreuses anciennes colonies de même que le droit anglais pour le système judiciaire. Le comité judiciaire du Conseil privé continue de servir de plus haute cour d'appel pour plusieurs anciennes colonies des Caraïbes et du Pacifique. Les missionnaires chrétiens qui accompagnèrent les soldats dans leurs conquêtes propagèrent l'anglicanisme sur tous les continents. Les sports développés en Grande-Bretagne comme le rugby, le football, le cricket, le tennis et le golf furent également exportés. La répartition mondiale du sens de circulation reste marquée par l'extension de l'Empire britannique.
Les frontières politiques tracées par les Britanniques ne reflètent pas toujours les différences ethniques ou religieuses et ont contribué à des conflits dans les anciennes zones colonisées. L'Empire britannique fut également responsable de vastes migrations. Des millions de personnes quittèrent les îles Britanniques pour s'installer aux États-Unis, au Canada ou en Australie. Les tensions continuent d'exister entre les populations blanches majoritaires et les minorités indigènes ou entre les minorités blanches et les majorités indigènes comme en Afrique du Sud ou au Zimbabwe. Le conflit israélo-palestinien, en cours depuis 1948, a été quant à lui engendré par une insatisfaction de la division de la Palestine mandataire entre populations juive et arabe. La création de l'immense et influente diaspora indienne fut également facilitée par l'existence de l'Empire. De même l'immigration au Royaume-Uni est principalement le fait de personnes issues de ses anciennes colonies.
Après l'accord de rétrocession de l'archipel des Chagos, le gouvernement britannique doit présenter également un projet de loi, visant à mettre en œuvre l'accord, notamment en modifiant la loi de 1981, sur la nationalité britannique afin de refléter le fait que le Territoire britannique de l'océan Indien ne fassent plus un territoire d'outre-mer, après la ratification du traité par le parlement.